# Lathyrus oleraceus
Il pisello (Lathyrus oleraceus Lam.) è una pianta erbacea annuale appartenente alla famiglia Fabaceae, originaria dell'area mediterranea e orientale. 
La pianta è coltivata per i suoi semi, consumata come alimento o utilizzata come alimento per il bestiame. Il termine designa anche il seme della pianta, ricco di amidi e proteine (dal 16 al 40%).
Il pisello è coltivato dall'era neolitica e ha accompagnato i cereali nelle origini dell'agricoltura nel Vicino Oriente. Nell'antichità e nel Medioevo è stato un alimento di base in Europa e nel bacino del Mediterraneo. Ai nostri giorni, la sua coltura è praticata nei cinque continenti, particolarmente nelle regioni a clima temperato dell'Eurasia e dell'America del Nord.
Il pisello secco è un alimento tradizionalmente importante in alcuni paesi, in particolare nel subcontinente indiano e in Etiopia, ma è relativamente in disuso come farinaceo e come fonte di proteine nella maggior parte dei paesi occidentali, dove è ormai principalmente coltivato per l'alimentazione animale o per l'esportazione. Dopo il XVII secolo, il pisello è divenuto un legume fresco popolare, la cui consumazione durante tutto l'anno è favorita dalle tecniche di conservazione e di surgelazione.

## Storia
Assieme ad alcuni cereali (farro, frumento, orzo) e ad altre leguminose (vecce, lenticchie e ceci), il pisello fu una delle prime specie domesticate dall'uomo quando, circa 8 000 anni fa, nella regione della Mezzaluna Fertile, nacque l'agricoltura. Resti sia di piante selvatiche, sia di piante coltivate, sono stati trovati in numerosi siti archeologici del Neolitico. In seguito, la coltura si è diffusa verso ovest in Europa e verso est sino all'India.
La coltura del pisello nell'antichità era praticata dai Greci e dai Romani, come risulta dalle citazioni di Teofrasto nella sua Historia Plantarum (III secolo), di Lucio Columella in De re rustica e di Plinio nella sua Naturalis historia, scritta intorno all'anno 77 della nostra era.
Sotto Carlo Magno, i piselli sono citati come pisos mauriscos tra gli ortaggi raccomandati nel Capitulare de villis. I piselli secchi, facili da conservare, costituivano nel Medioevo una delle principali risorse alimentari delle classi povere, spesso cucinati con il lardo.
Verso la fine del XIV secolo, alla corte dei Medici fu selezionata una varietà nana da consumare fresca, i cosiddetti "piselli novelli". Nel 1533, quando Caterina dei Medici sposò Enrico II di Francia, i piselli novelli furono introdotti in Francia. La novità gastronomica ebbe un notevole successo e fu ribattezzata "petit pois", nome che è arrivato sino ai nostri giorni. La popolarità dei "petits pois" raggiunse l'acme sotto il regno di Luigi XIV, divenendo oggetto di una vera e propria moda gastronomica.
Nel corso del XX secolo, nei paesi occidentali (Europa, America del Nord), grazie alle tecniche di coltivazione intensiva e di raccolta meccanizzata, si assiste alla industrializzazione della produzione dei piselli, ulteriormente stimolata dallo sviluppo della industria conserviera e della surgelazione.

## Descrizione

### Apparato vegetativo

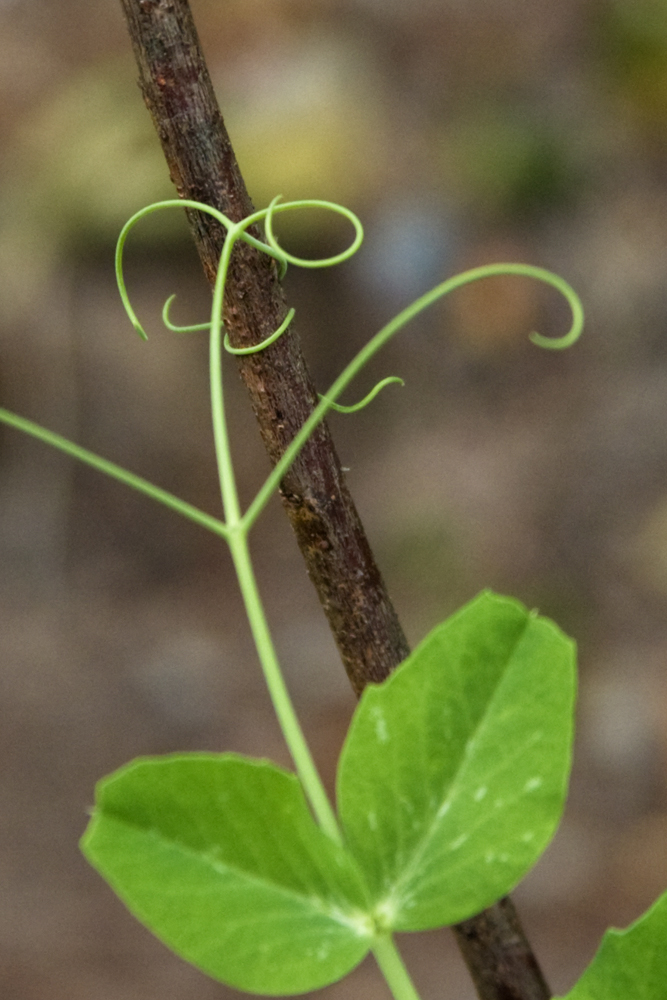
Foglie e viticci

Il pisello è una pianta erbacea rampicante annuale. L'apparato radicale è a fittone, potendo raggiungere una profondità di un metro in condizioni di suolo favorevoli, ma molto ramificato, soprattutto nello strato superficiale del terreno. Le radichette di 2º o 3º ordine presentano delle nodulosità, sedi dell'azotofissazione. Il batterio coinvolto è Rhizobium leguminosarum biovar. viciae, ugualmente presente nei generi Lathyrus e Lens.
Il fusto, poco ramificato, di lunghezza variabile da 50 cm a 2 m, sino a 3 m nelle varietà foraggere, è a crescita indeterminata. È cavo, a sezione cilindrica, e si arrampica aggrappandosi ai supporti per mezzo dei viticci delle foglie. Si caratterizza per un certo numero di nodi, o maglie, di cui i primi sono puramente vegetativi (cioè emettono solo foglie o ramificazioni) e i successivi riproduttivi (cioè che producono fiori). Tra le varietà e cultivar più precoci, i primi fiori possono apparire dal quarto nodo, mentre nelle più tardive possono non apparire che al 25º.

Foglie di pisello:
1: tipo normale,
2: tipo 'afila' senza foglioline

Le foglie, opposte, sono composte da uno a quattro paia di foglioline sessili, opposte, che terminano in un viticcio semplice o ramificato. Le foglioline sono intere, obovate, da 1,5 a 6 cm di lunghezza. In alcune varietà, sono parzialmente trasformate in viticci. Nelle varietà di tipo 'afila', tutte le foglioline sono rimpiazzate da viticci, e le funzioni foliari (fotosintesi) sono assicurate dalle stipole. Al contrario nelle varietà di tipo 'acacia', i viticci sono trasformati in foglioline.
Le foglie possiedono alla loro base due grandi stipole avvolgenti, arrotondato e seghettate alla base. Spesso più grandi delle foglioline, possono raggiungere 10 cm di lunghezza. Certe varietà hanno delle stipole allungate caratteristiche, dette «a orecchie di coniglio». Le stipole presentano talvolta delle macchie rosse (presenza di antociani), caratteristiche di certe varietà foraggiere.
Le due prime foglie primordiali sono ridotte a delle scaglie.

### Apparato riproduttivo

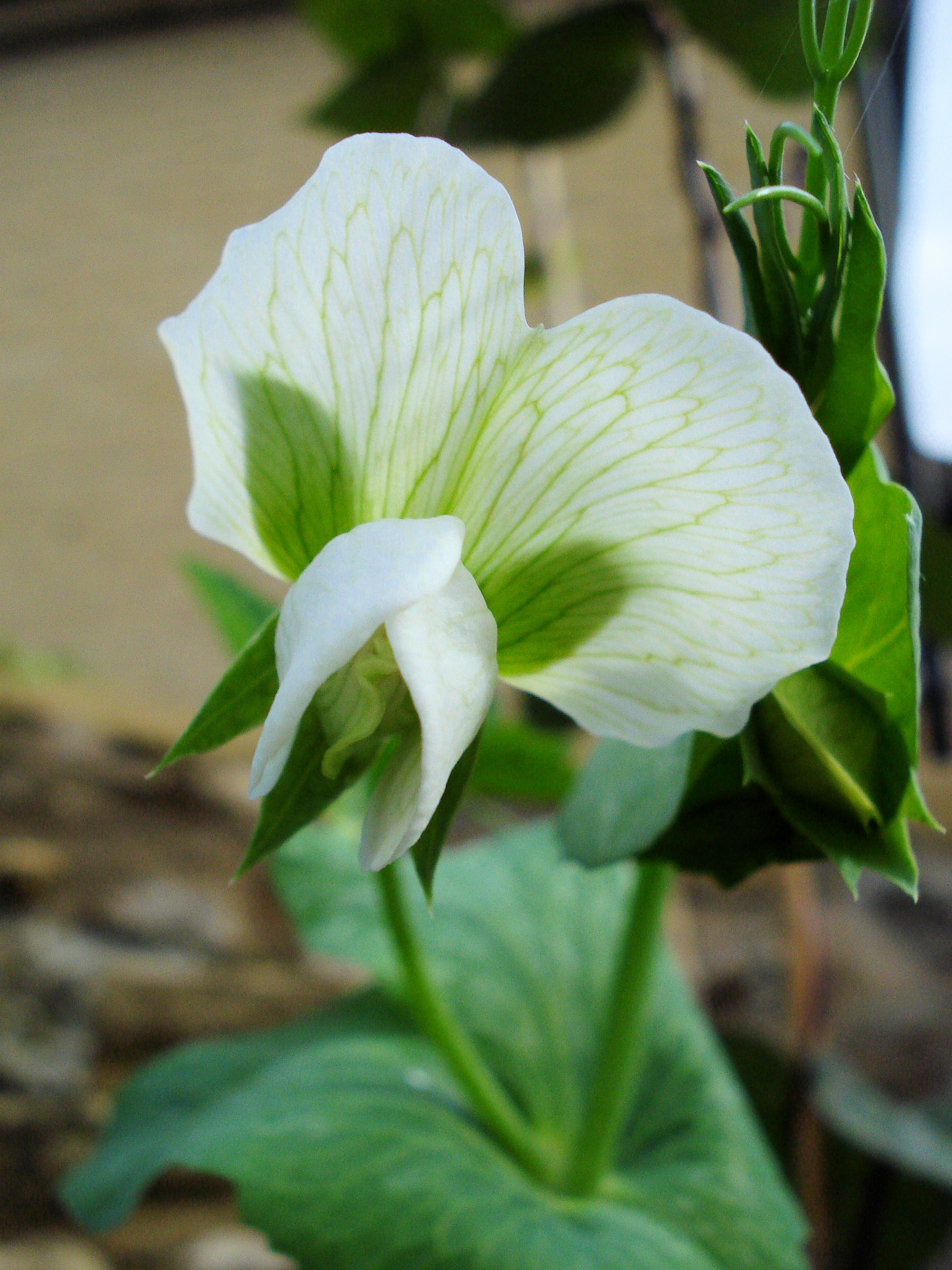
Fiore di pisello

Diagramma florale

I fiori, di tipo «papilionaceo», sono zigomorfi, a ovario supero e cleistogami. Compaiono all'ascella delle foglie, solitari o raggruppati in racemi lassi di due o tre fiori. Il calice, di colore verde, è formato da cinque sepali fusi e presenta cinque denti diseguali. La corolla conta cinque petali molto differenziati: un grande petalo situato superiormente e diretto in alto detto vessillo, da due petali laterali che somigliano alle due ali di una farfalla e sono detti appunto ali, avvolgenti la carena, formata dai due petali inferiori parzialmente fusi. La corolla è generalmente bianca, talora rosa, porpora o violetta. L'androceo è detto diadelfo e comprende dieci stami, uno libero e nove saldati fra di loro in una doccia aperta verso l'alto. Il pistillo è formato da un carpello unico uniloculare a placentazione marginale portante degli ovuli ricurvi (detti ovuli campilotropi). Tale carpello è interpretato come l'evoluzione di una foglia ripiegata lungo la sua nervatura mediana e saldata ai suoi margini, ai quali sono attaccati gli ovuli.
La formula fiorale è:
K (5), C 5, A(9)+1, G 1.
La fecondazione è principalmente autogama con meno dell'1% di impollinazione eterogama: l'impollinazione avviene prima della apertura del fiore (cleistogamia), il che facilita la selezione di linee genetiche pure e il mantenimento di varietà stabili ma complica l'ottenimento di nuovi ibridi. Tuttavia alcune specie di imenotteri apoidei della famiglia dei Megachilidi sono capaci di penetrare nei fiori e di provocare impollinazione incrociata.
Il frutto è un baccello deiscente bivalve, di 4–15 cm di lunghezza, contenente de 2 a 10 semi tondeggianti lisci o rugosi, di 5–8 mm di diametro. I baccelli presentano differenze morfologiche secondo le varietà; la loro forma generale è dritta o più o meno arcuata, con estremità più o meno affilate o tronche. Presentano generalmente una membrana sclerificata, detta pergamena, che è assente in alcune varietà. Il loro colore è generalmente verde, talora violetto.

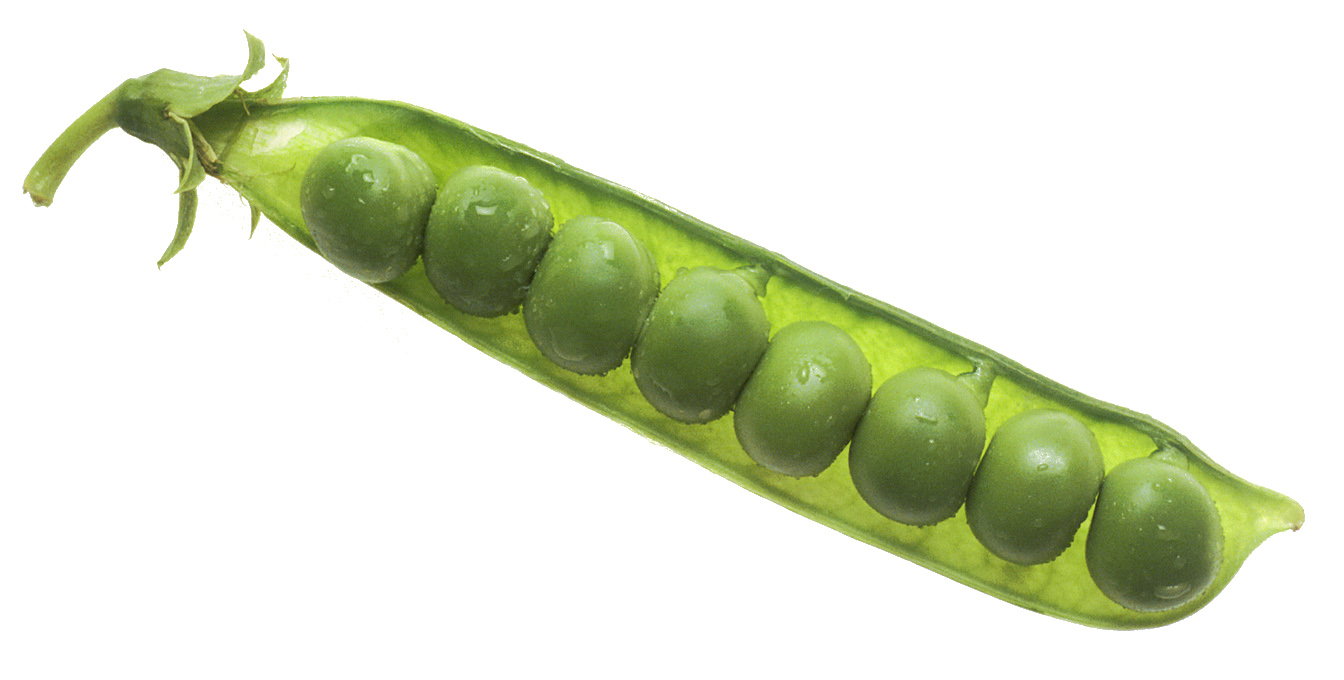
Semi di pisello nel loro baccello

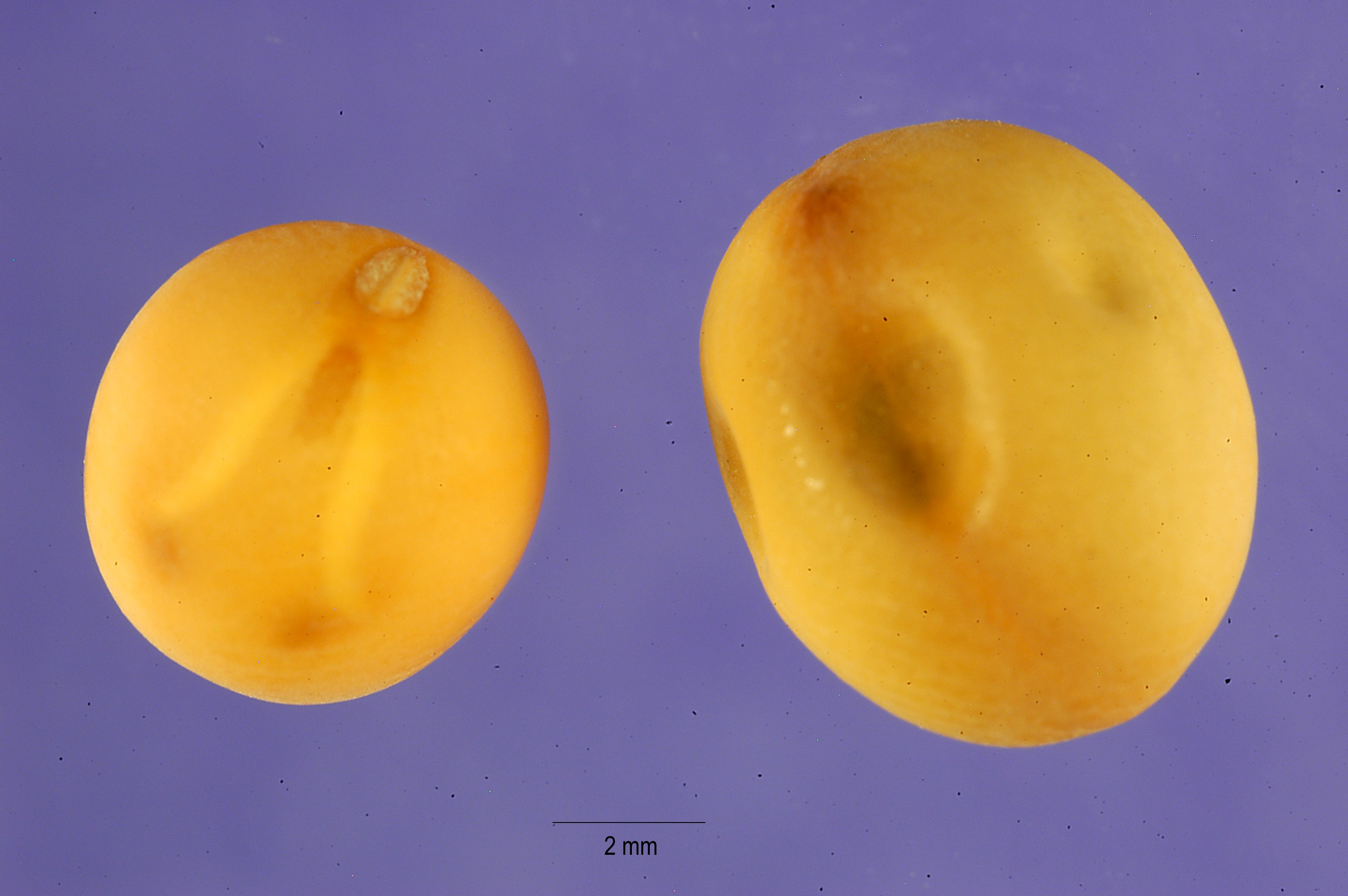
Semi di pisello secchi

Come in tutte le leguminose, i semi sono exalbuminosi e le riserve nutritive a disposizione dell'embrione sono contenute nei due cotiledoni emisferici ipertrofici che rappresentano la quasi-totalità del volume dei semi. A maturità possono essere di colore verde pallido e ricchi di clorofilla, ovvero biancastri, gialli o bruni. Alcuni semi verdi ingialliscono con il tempo. Possono essere lisci o rugosi.
La loro taglia è molto variabile secondo le varietà e cultivar. Il peso di 1 000 semi secchi può andare da meno di 150 g a 350 g.
La germinazione del pisello è ipogea. I semi possono conservare la loro facoltà germinativa da tre a cinque anni. Non sottostanno al fenomeno della dormienza e possono dunque germinare immediatamente dopo aver raggiunto lo stadio di maturazione.
I cotiledoni contengono delle sostanze di riserva, in media 50% di amido e sino al 25% di proteine. L'amido è costituito da amilosio e da amilopectina in proporzioni variabili: più amilopectina nelle varietà a seme liscio e più amilosio in quelle a seme rugoso, che contengono di contro più carboidrati (vedere il paragrafo Composizione e valore nutritivo). La parte proteica è costituita essenzialmente da tre frazioni proteiche solubili: le albumine, le viciline e le legumine. La frazione delle albumine contiene, in modeste quantità, diverse proteine enzimatiche biologicamente attive: lipossigenasi, lectine, inibitori delle proteasi.
Il genoma del pisello comprende sette paia di cromosomi (numero cromosomico 2n=14). La sua taglia è stimata a 4500 M coppie di basi, di cui il 90% è costituito da sequenze ripetute di tipo retrotrasposone.

## Biologia

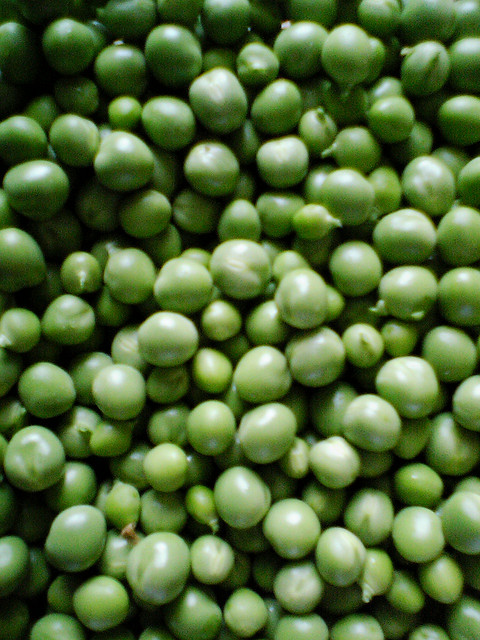
Tipici piselli

Temperatura: il pisello coltivato è una pianta di clima temperato fresco e relativamente umido. È meno sensibile al freddo dei fagioli e può germinare a partire da +5 °C. Le giovani piante (prima della fioritura) possono sopportare le gelate, ma i fiori possono essere distrutti dal freddo, a partire da -3.5 °C e i nodi vegetativi a partire da -6 °C. La temperatura media ottimale di crescita si situa tra 15 e 19 °C. Oltre i 27 °C, lo sviluppo vegetativo e la impollinazione rischiano di essere compromessi.
 Pluviometria: la pluviometria ideale si colloca tra 800 e 1 000 mm per anno.
 Fotoperiodismo: il pisello è leggermente sensibile al fotoperiodo: la fioritura è stimolata dall'allungamento delle giornate.
 Suolo: il pisello s'adatta a tutti i tipi di suolo, a patto che sia ben drenato e che abbia una buona capacità di ritenzione dell'acqua; il pH ottimale si colloca tra 5,5 e 7,0.

## Tassonomia
La specie Pisum sativum presenta una notevole diversità genetica che si manifesta nelle numerose variazioni dei caratteri morfologici dei fiori, delle foglie, dei fusti, dei baccelli e dei semi, il che ha motivato le diverse classificazioni delle forme intraspecifiche.
Le principali sottospecie e varietà sono le seguenti:
- Pisum sativum subsp. elatius (Steven ex M. Bieb.) Asch. & Graebn.: è la forma selvatica dell'attuale pisello coltivato, originaria della parte orientale del bacino del Mediterraneo, sino al Caucaso, all'Iran e al Turkmenistan.
  - Pisum sativum subsp. elatius (Steven ex M. Bieb.) Asch. & Graebn. var. pumilio Meikle (sin. Pisum sativum subsp. syriacum Berger): è la sottospecie più xerofita, presente nella vegetazione delle praterie aride e delle foreste di querce del Vicino Oriente e del Medio Oriente, da Cipro e dalla Turchia sino alla Transcaucasia, l'Iraq e l'Iran.
- Pisum sativum subsp. transcaucasicum Govorov: coltivata nel Nord del Caucaso e nella parte centrale delle montagne transcaucasiche.
- Pisum sativum subsp. abyssinicum (A. Braun) Govorov: il pisello d'Abyssinie è una sottospecie coltivata in Etiopia e in Yemen. Presenta un singolo paio di foglioline, dei fiori rosso-violetti, dei semi brillanti con ilo nero[21].

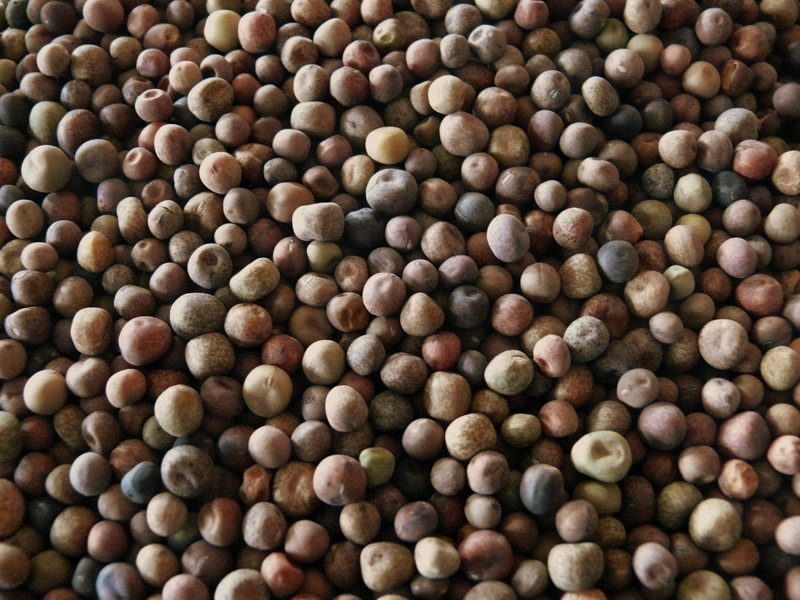
Pisello 'Roveja', cultivar tradizionale italiano di Pisum sativum subsp. sativum var. arvense

- Pisum sativum subsp. asiaticum Govorov: sottospecie coltivata dal Vicino e Medio Oriente sino alla Mongolia, al Nord-est della Cina, al Tibet e al Nord dell'India, oltreché in Egitto. Utilizzata nell'alimentazione animale.
- Pisum sativum subsp. sativum: è attualmente la sottospecie più diffusa, derivata dalla domesticazione di P. sativum subsp. elatius.
Comprende tre varietà e innumerevoli cultivar:
  - Pisum sativum subsp. sativum var. arvense - pisello foraggero;
  - Pisum sativum subsp. sativum var. sativum - pisello comune;
  - Pisum sativum subsp. sativum var. macrocarpon - pisello mangiatutto, conosciuto anche come taccola, di cui si mangia anche il baccello, in quanto i semi rimangono allo stato embrionale.

Una cultivar diffuso in Italia centrale è la roveja o il pisello dei campi, che produce un baccello viola-scuro con piselli verdi. Questa stessa caratteristica si trova anche nel kapucijner, una varietà di piselli olandesi. Una volta seccati i piselli diventano di color marrone.

## Coltivazione

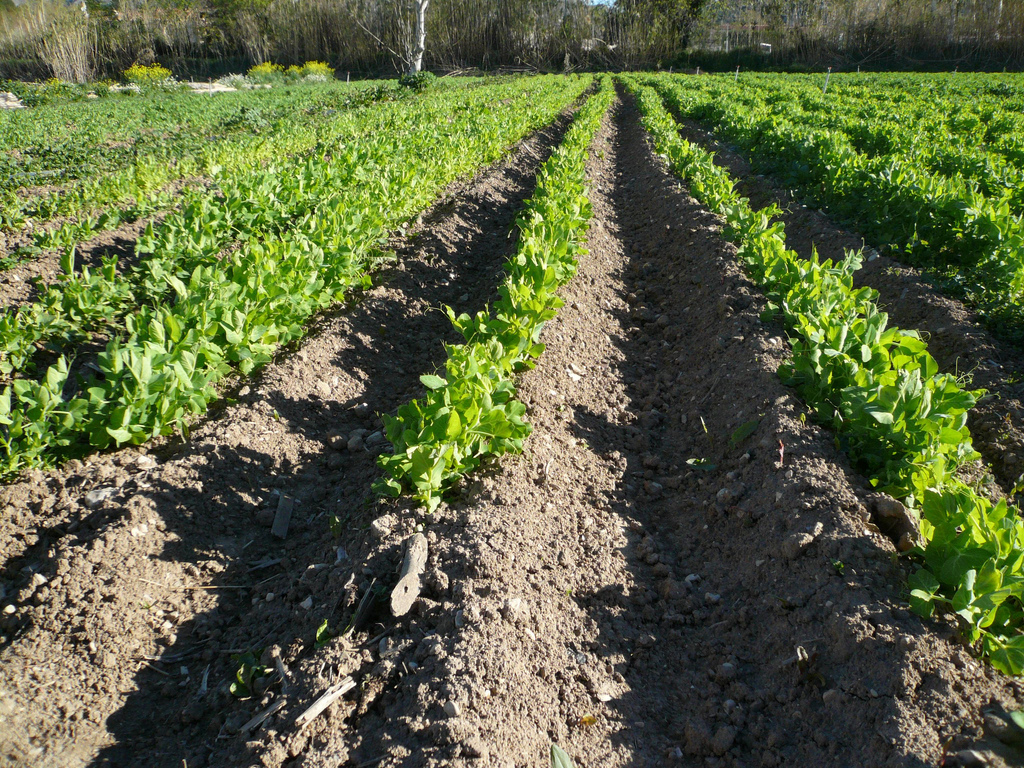
Campo di piselli

Il pisello è soggetto a diversi tipi di coltura, a seconda dei paesi e della destinazione dei prodotti. I piselli secchi sono coltivati tradizionalmente in un certo numero di paesi del Terzo mondo dove costituiscono una coltura di sussistenza, praticata nella stagione fredda o in altitudine, in particolare in Africa orientale (Etiopia, Uganda, Kenya). Nei paesi industrializzati (Europa, Canada, Stati Uniti) è essenzialmente una coltura meccanizzata rivolta principalmente all'alimentazione animale, all'industria conserviera e alla surgelazione, ma anche in orticoltura professionale per il mercato del fresco. I piselli sono spesso presenti negli orti familiari.
Il pisello si riproduce unicamente per seme. In terreni poveri la inoculazione delle sementi con ceppi di Rhizobium può migliorare la resa della coltura, ma tale pratica non è generalmente necessaria nella maggior parte dei casi.
Nei paesi temperati, il pisello si semina sia a fine inverno o all'inizio della primavera, sia in autunno, nelle regioni dove le gelate non sono troppo temibili, o più a nord ricorrendo a delle varietà resistenti al freddo (varietà invernali). Il pisello è in effetti una pianta annuale senza dormienza, che può essere seminata senza necessità di vernalizzazione. Le varietà invernali permettono di guadagnare in precocità di raccolta e in rendimento. Per i piselli da conserva, seminati in primavera, le semine sono scaglionate in maniera da distribuire il carico di lavoro delle macchine. Nei paesi tropicali e subtropicali, i piselli si coltivano nella stagione fredda. In Cina e a Taiwan è praticata la coltura intensiva in serra di cime di piselli mangiatutto, che vengono raccolti freschi non appena la pianta raggiunge i 10 cm di altezza.
Il ciclo vegetativo dei piselli è di circa 140 giorni per le varietà primaverili, potendo scendere a 90 giorni per le varietà ultra-precoci e a 240 giorni per le varietà invernali.

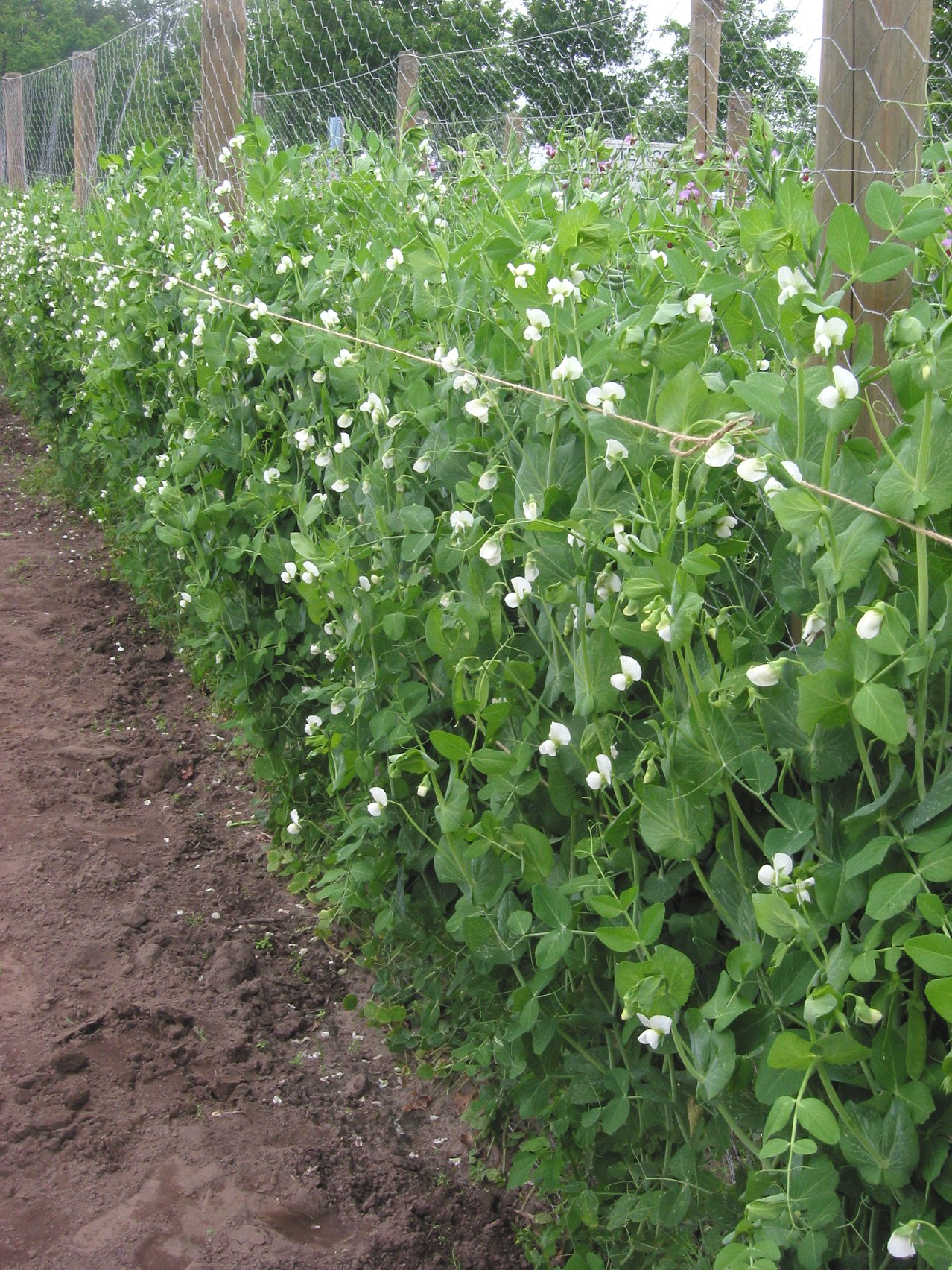
Coltura a spalliera

### Varietà coltivate

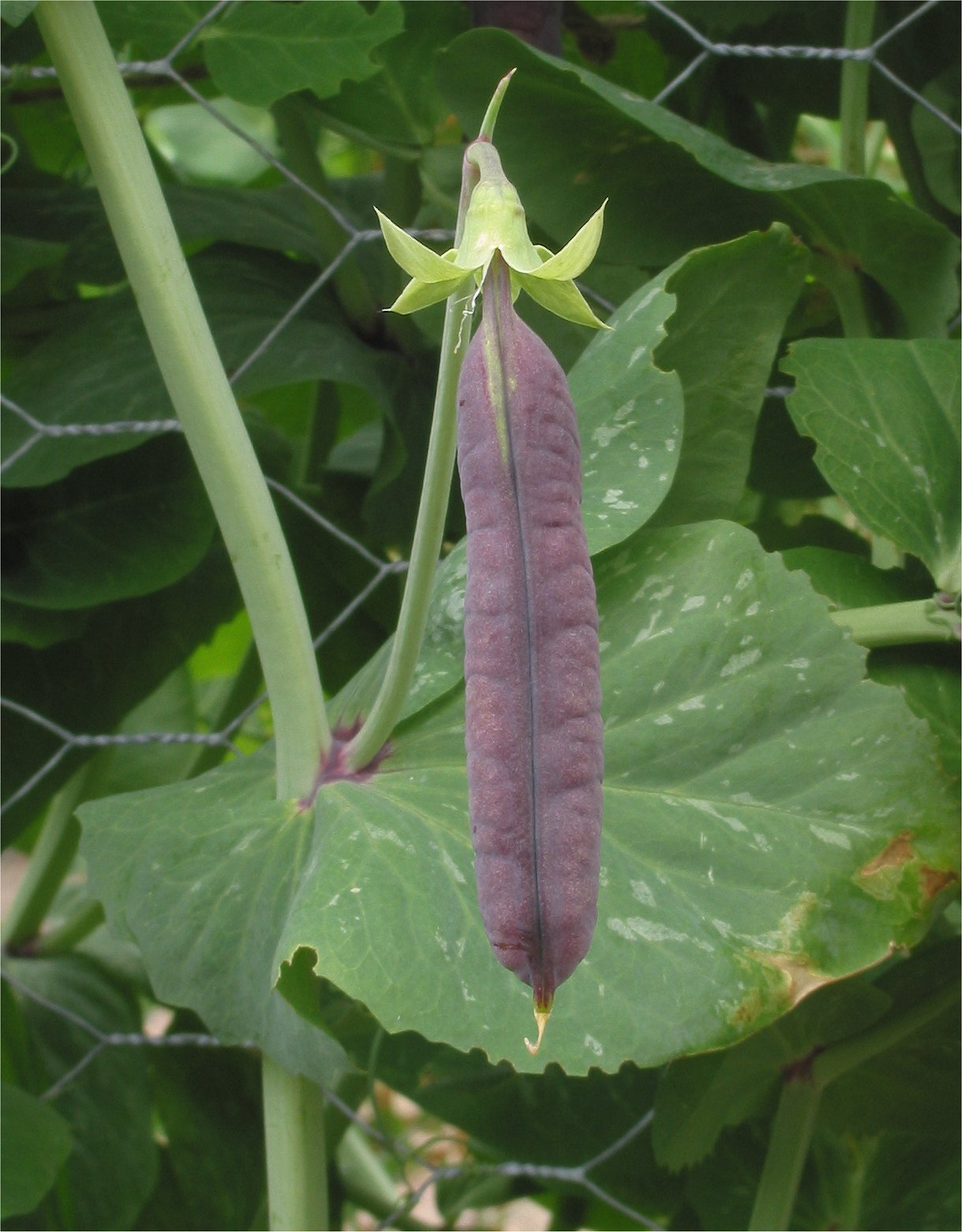
Varietà a baccello viola

Tutte le varietà di pisello sono delle linee pure. Nel mondo sono note diverse migliaia di cultivar differenti. Nel Catalogo europeo delle specie e varietà autorizzate per la coltura (settembre 2008), figurano 1 390 varietà, di cui 514 di piselli foraggeri e 776 di piselli orticoli.
La distinzione tra le varietà si basa su numerosi caratteri morfologici; il GEVES (Groupe d'Etude et de contrôle des Variétés et des Semences) ne ha approvati ben 73 che soddisfano i criteri di distinzione, omogeneità e stabilità. Questi caratteri riguardano in particolare la forma e il colore dei semi, dei baccelli, delle foglie, dei fusti, l'altezza delle piante, la presenza di antociani, la forma dei granuli d'amido, la resistenza a diverse malattie.
Diversi organismi nel mondo si fanno carico di mantenere delle collezioni di cultivar al fine di preservare le risorse genetiche, tra cui l'Istituto Vavilov a San Pietroburgo, il John Innes Centre di Norwich, l'Australian Temperate Field Crops Collection di Horsham, l'Institut national de la recherche agronomique (INRA) in Francia.
Trentadue varietà di piselli sono state ottenute mutagenesi indotta, tecnica che ha permesso in particolare di creare le cultivar di tipo afila, con foglioline trasformate in viticci. Quattordici varietà sono state ottenute per irradiazione con raggi X o gamma e le altre mediante incroci.

#### Piselli orticoli

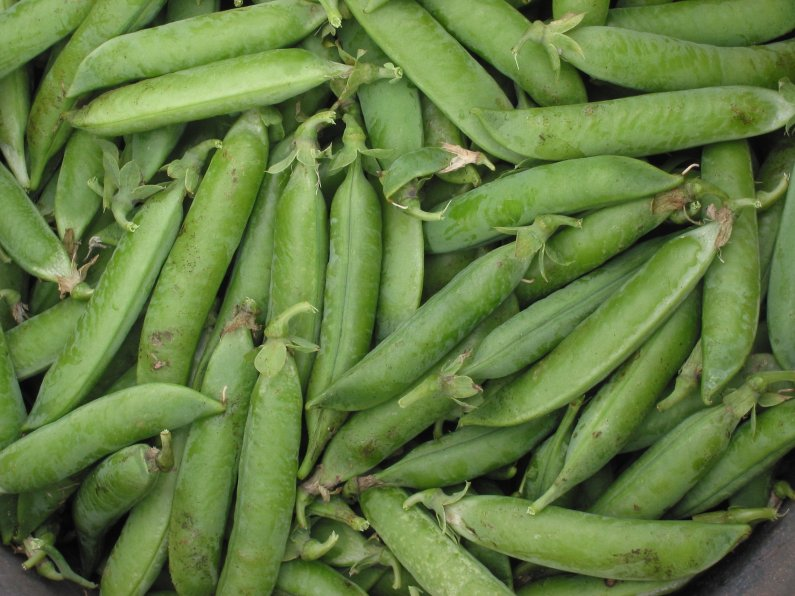
Baccelli della varietà 'Merveille de Kelvedon'

Tra i piselli orticoli, esistono varietà con semi lisci o rugosi (più zuccherini); questo carattere è uno di quelli utilizzati da Gregor Mendel nei suoi studi sulla trasmissione ereditaria dei caratteri (vedi sotto), così come il colore dei semi (gialli o verdi). La selezione delle varietà si basa anche sulla precocità del ciclo, e sulla presenza o meno nel baccello della «pergamena». Ci sono poi varietà nane e varietà rampicanti, che necessitano di tutore.
Nell'opera Plantes potagères di Vilmorin-Andrieux, pubblicata nel 1883, vengono elencate 170 varietà di piselli orticoli, suddivise in base alla loro origine geografica, in varietà francesi, inglesi e tedesche. Le varietà sono classificate come piselli da sgusciare e piselli senza pergamena, con semi tondi o con semi rugosi, rampicanti o nane.
Tra le denominazioni delle varietà, alcune richiamano una caratteristica del baccello: 'Serpette', 'Corne de bélier'; altre rimandano all'area geografica di produzione dell'epoca: 'Pois de Clamart', 'Pois de Marly', 'Merveille d'Étampes', 'Michaux de Nanterre'.

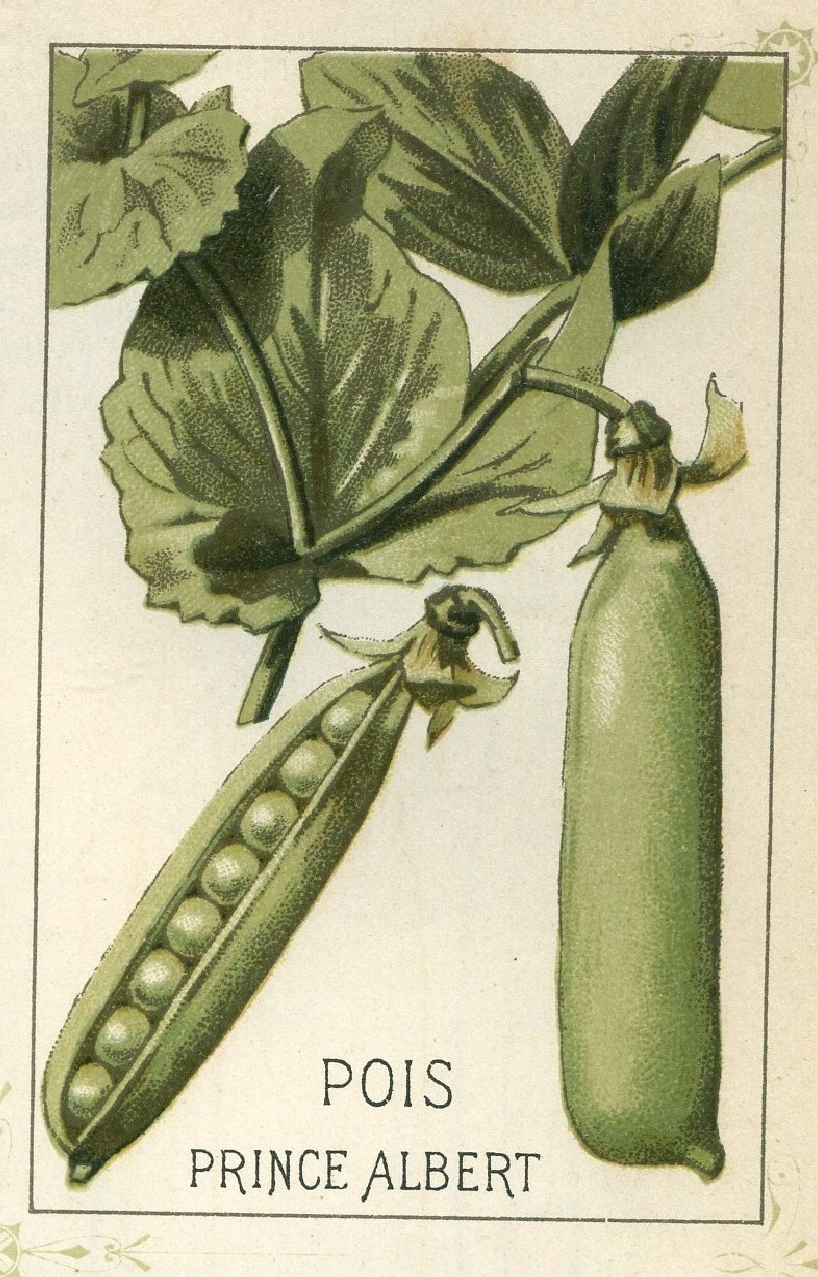
Varietà
'Prince Albert'

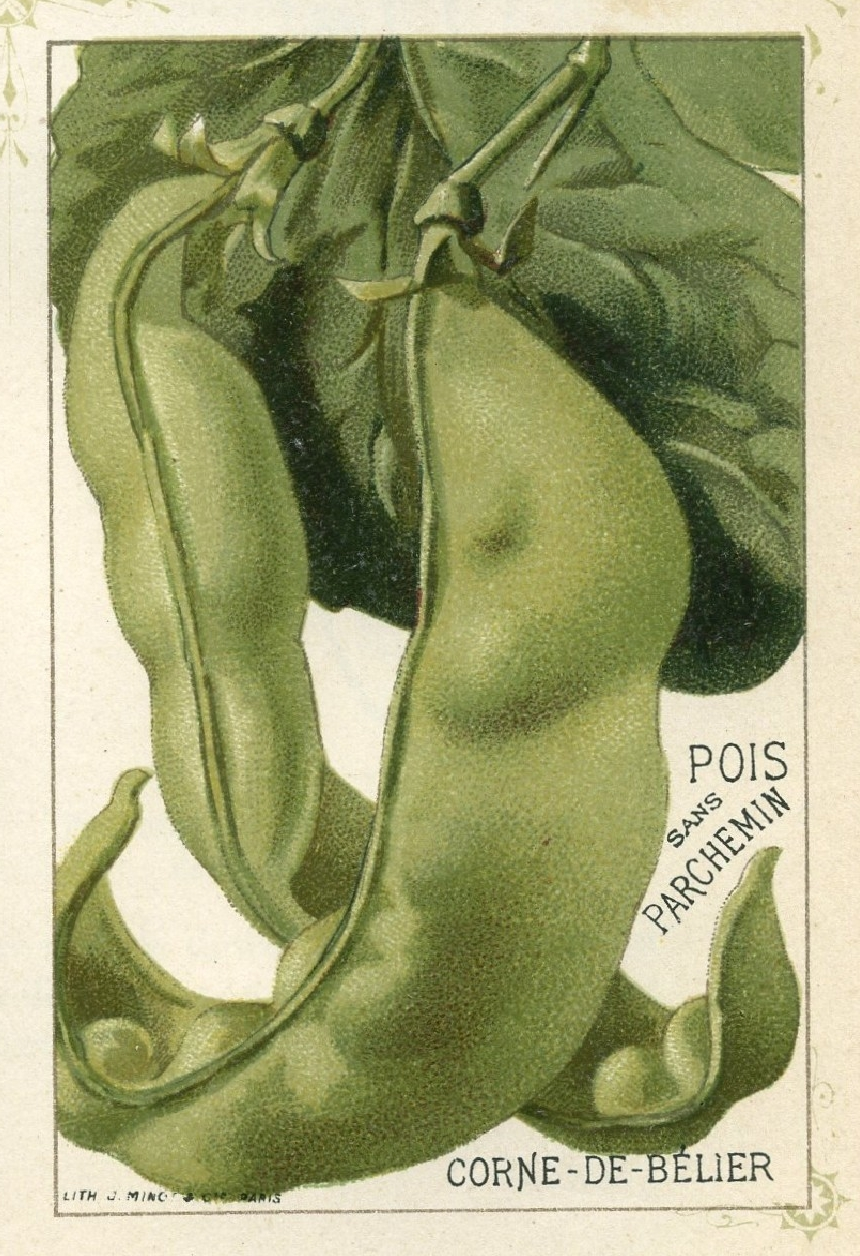
Varietà
'Corne de bélier'

Molte di queste varietà sono oggigiorno scomparse, ma alcune sono ancora presenti nei cataloghi, come per esempio il pois Téléphone (varietà rampicante con semi rugosi).
| Esempi di varietà di piselli orticoli   | Esempi di varietà di piselli orticoli | Esempi di varietà di piselli orticoli |
| --------------------------------------- | --- | ------------------------------------- |
| Varietà da sgusciare                    | |                                       |
| rampicante con semi lisci               | 'Blauwschokker' (con baccello viola), 'Express Alaska, 'Caracatus', 'Serpette amélioré' (con semi bianchi), 'Roi des conserves', 'Prince Albert' |                                       |
| nana con semi lisci                     | 'Nain très hâtif d'Annonay', 'Petit Provençal', 'Serpette Cent pour Un'                                                                          |                                       |
| rampicante con semi rugosi              | 'Téléphone rampicante', 'Douce Provence', 'Thomas Laxton'                                                                                        |                                       |
| nana con semi rugosi                    | 'Merveille de Kelvedon', 'Merveille d'Amerique'                                                                                                  |                                       |
| Varietà senza pergamena ("mangiatutto") | |                                       |
| baccello tenero                         | 'Carouby de Maussane', 'Corne de bélier' |                                       |
| baccello carnoso                        | 'Sugar Snap', 'Early Snap' |                                       |

#### Piselli da conserva
I piselli da conserva sono delle varietà utilizzate per la coltura in pieno campo, finalizzata all'industria conserviera o della surgelazione. I semi di piccolo calibro (extra fine) erano in passato i più ricercati, perché sinonimi di tenerezza, in quanto si trattava di varietà a semi grossi raccolte precocemente; oggigiorno i selezionatori hanno ottenuto delle varietà con semi molto piccoli e la finezza del calibro non è più necessariamente sintomo di tenerezza.

#### Piselli da foraggio

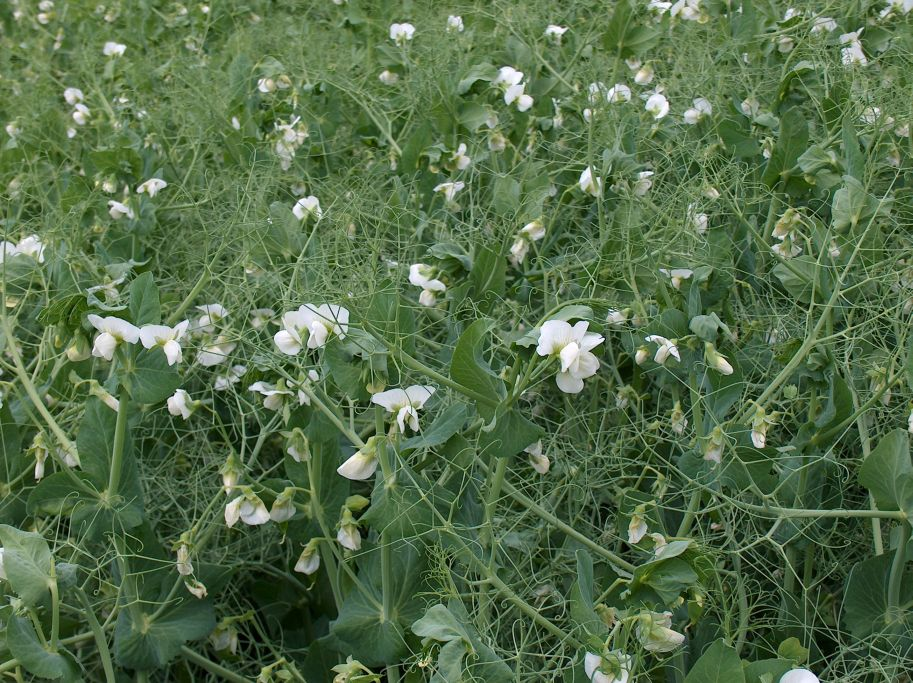
Varietà afila senza foglioline

I piselli foraggeri sono i piselli destinati all'alimentazione animale, sotto forma di foraggio o di semi secchi. Si tratta di varietà con fiori purpurei e con semi grigi, lisci o rugosi (Pisum sativum subsp. sativum var. arvense).
Esempi di varietà: Assas (INRA, 1964), Picar (Carneau Frères, 1992).

#### Piselli proteici
Le varietà di piselli proteici o proteaginosi sono a seme liscio, di colore verde o giallo, di grosso calibro, a fiori bianchi, senza tannini, aventi un tasso elevato di proteine e una debole attività antitripsinica.
Esempi di varietà: Finale, Solara (varietà di tipo 'afila'), Isard (varietà invernale).

### Tecniche colturali

#### Rotazione delle colture
Nella rotazione colturale che si effettua nella coltivazione a pieno campo, i piselli sono spesso la prima coltura, a cui si fa seguire quella dei cereali, che possono giovarsi dell'arricchimento del suolo in azoto.

#### Semina
La coltura del pisello necessita di suoli ben aerati. La semina si fa in linee regolarmente spaziate da 20 a 50 cm, a una profondità media di 3 – 5 cm. L'utilizzo di seminatrici di precisione permette di controllare meglio la profondità di interramento dei semi e la densità della semina. Questa può variare da 80 a 120 piante per metro quadro secondo le varietà.

#### Controllo delle piante infestanti
È necessario controllare lo sviluppo delle erbacee infestanti nelle prime fasi della coltura. In orticoltura può essere sufficiente il diserbaggio manuale, ma nelle colture intensive può essere necessario l'utilizzo di diserbanti chimici.
Per la preparazione del terreno si può utilizzare il metodo della falsa semina, che consiste in una preparazione superficiale del terreno qualche settimana prima della semina vera e propria, in modo da eradicare le erbacce e rimuoverle prima della semina.
Per i piselli da conserva, una attenzione particolare deve essere prestata all'eliminazione della morella comune (Solanum nigrum), una infestante comune e tossica, le cui bacche immature, rotonde e verdi, possono facilmente confondersi con i piselli.

#### Tutoraggio
Le varietà "mangiatutto" sono generalmente rampicanti e necessitano di tutori, così come le piante di piselli orticoli coltivate negli orti familiari. Possono essere impiegati diversi tipi di tutore: reti, fili metallici, grigliati, bastoni, canne, ecc. Il tutoraggio è meno necessario per le varietà nane e sarebbe di costo proibitivo nelle colture a pieno campo oltre a risultare di ostacolo alla raccolta meccanica.

#### Fertilizzazione
L'apporto di azoto è inizialmente inutile, il fabbisogno (circa 250 kg/ha) essendo coperto dal residuo presente nel suolo e soprattutto (circa il 70%) dalla fissazione simbiotica che si produce nelle nodosità delle radici, la cui attività sarebbe inibita da un apporto massivo di azoto.
Il fabbisogno di potassio e di fosforo deve essere garantito da una fertilizzazione fosfo-potassica che deve apportare al massimo, tenendo conto del tenore iniziale del suolo, 50 kg di potassio (K2O) e 160 kg di fosforo (P2O5) per ettaro, quest'ultimo di preferenza sotto forma di solfato di potassio, per apportare anche lo zolfo necessario.

#### Irrigazione
Le colture di pisello hanno un rilevante bisogno di acqua, specialmente nello stadio di «inizio di fioritura - allegagione», nell'ordine di circa 300 mm per ciclo di coltura. L'irrigazione può essere necessaria in alcune regioni o nei terreni a scarsa ritenzione d'acqua; nei paesi temperati, le riserve del suolo e le precipitazioni durante il periodo di vegetazione sono spesso sufficienti a soddisfare il fabbisogno delle colture.

#### Raccolta

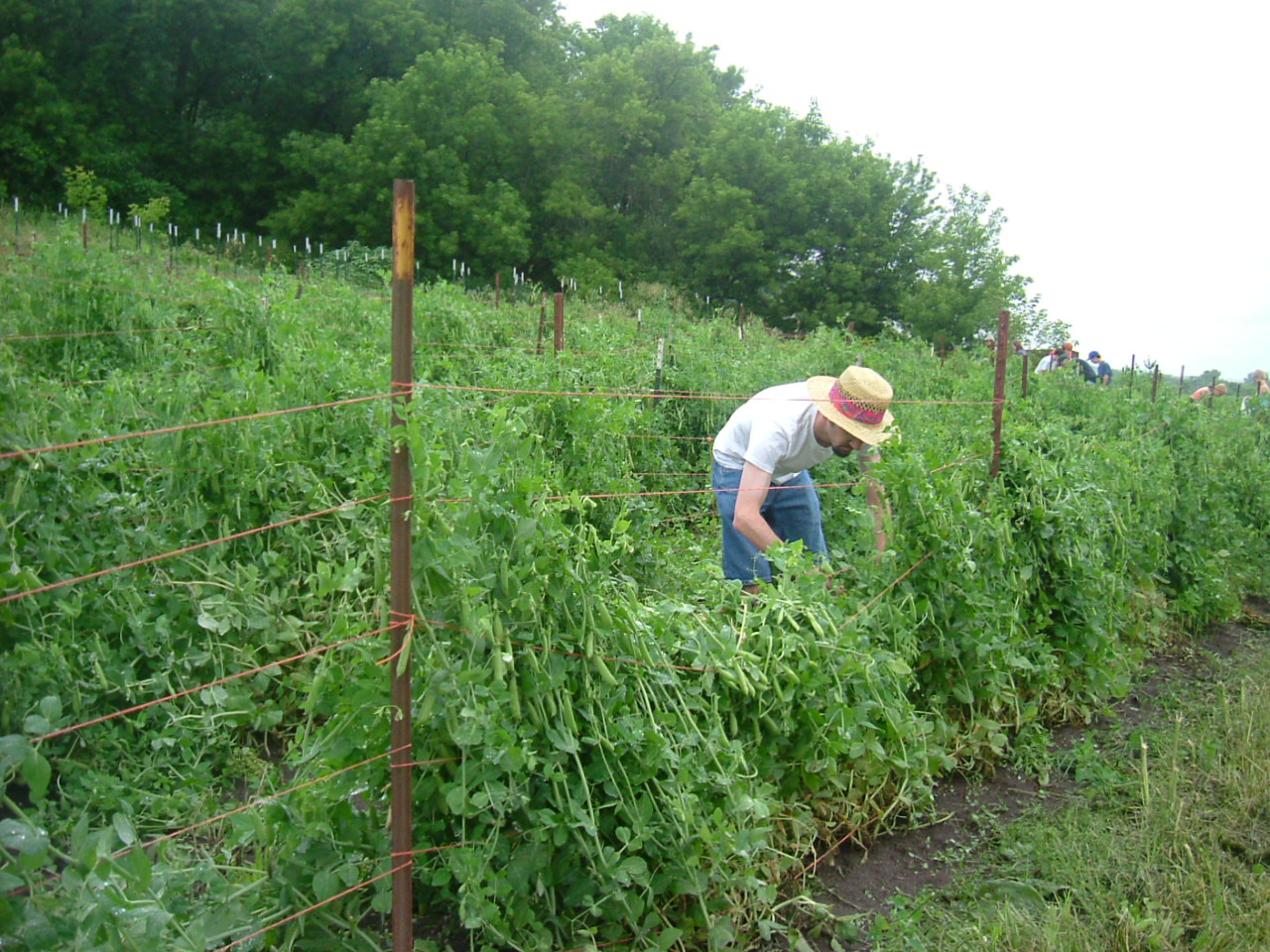
Raccolta manuale

Per i piselli da sgusciare destinati al mercato del fresco e per le varietà "mangiatutto", la raccolta viene effettuata manualmente. Può essere effettuata in più fasi, in funzione del grado di maturità, per ottenere la migliore qualità possibile. Il pisello in baccello non sopporta l'immagazzinamento e deve essere commercializzato rapidamente.

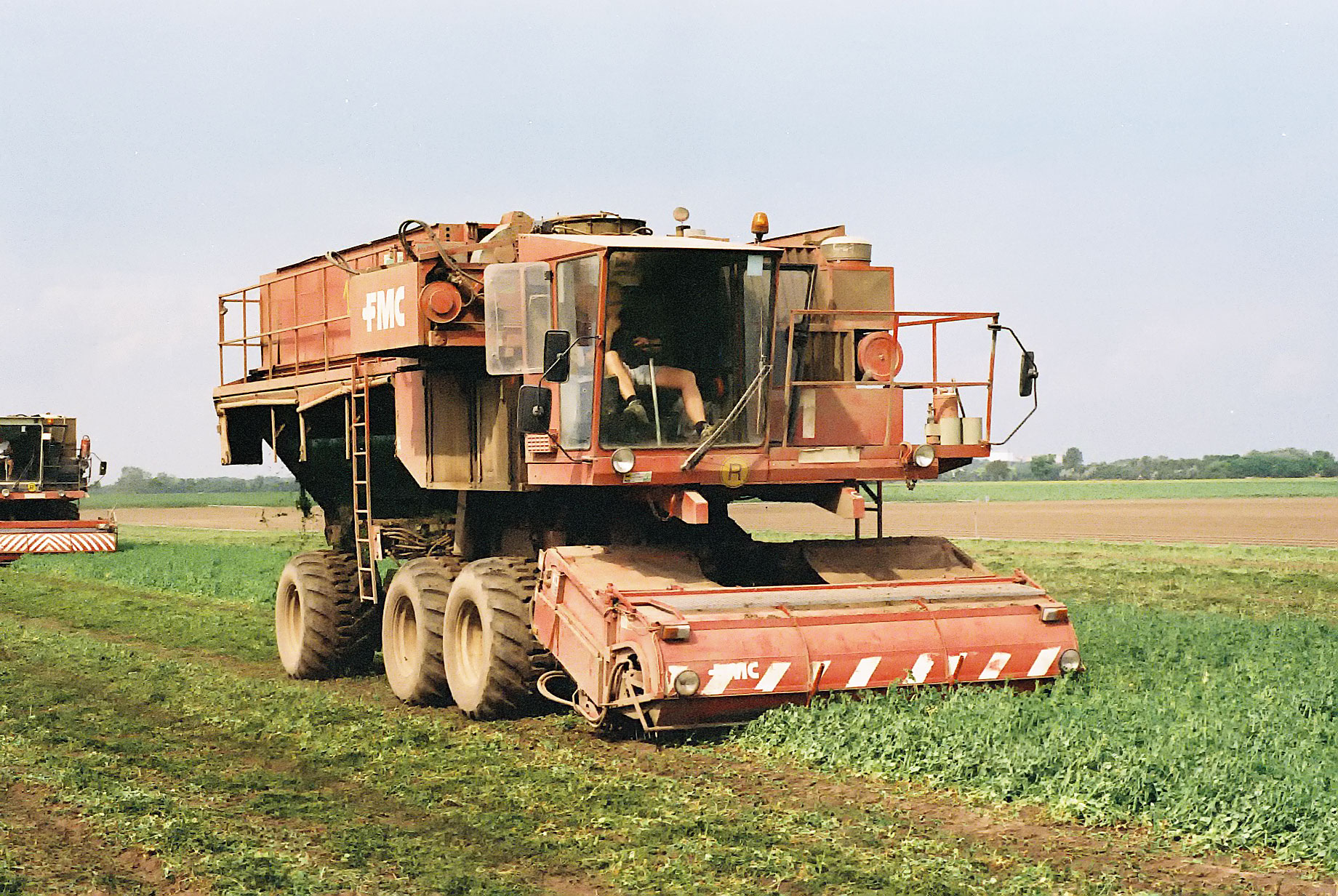
Raccolta meccanizzata

Per i piselli destinati all'alimentazione umana uno dei principali criteri di qualità è la tenerezza del seme, legata alla precocità dell'epoca di raccolta. Essa viene misurata in base all'indice tenderometrico, che corrisponde alla pressione necessaria per schiacciare un certo volume di piselli.
Per i piselli destinati all'industria della conservazione/surgelazione, la raccolta è effettuata con l'aiuto di automotrici raccoglitrici-sgranatrici. Queste macchine raccolgono meccanicamente i baccelli e li riversano in una camera di battitura, costituita da tre tamburi rotanti che permettono di sgranare i baccelli per frizione, senza danneggiare i semi relativamente fragili. Questo tipo di raccolta comporta comunque una perdita del prodotto dell'ordine del 5-25%.
Per la raccolta dei piselli secchi si utilizza la mietitrebbiatrice. La raccolta inizia quando i piselli presentano un tasso di umidità residua del 14% circa, tasso che deve essere ulteriormente ridotto mediante essiccazione prima della conservazione.

### Rendimento
Per i piselli secchi, il rendimento medio a livello mondiale è di 1,7 tonnellate per ettaro; in Europa si raggiungono rese medie di 4 t/ha, mentre in Africa la resa è al massimo di 1 t/ha. Per i piselli freschi il rendimento può arrivare da 4 a 7 t/ha.

## Avversità

### Disturbi vegetativi
I piselli sono sensibili alle gelate e al piegamento degli steli (tranne che per le varietà con stelo rigido), alla degradazione del suolo, oltre che a varie carenze in minerali dello stesso.

### Malattie
I piselli possono essere attaccati da diversi agenti fungini, batterici o virali.
Le principali malattie aventi una rilevanza economica sono:
- il marciume dei semi dovuto a differenti funghi del genere Pythium;
- la necrosi radicale, dovuta fra l'altro a Fusarium solani e a Aphanomyces spp.;
- le malattie crittogamiche dell'apparato vegetativo quali la peronospora del pisello (Peronospora pisi), la muffa grigia (Botrytis cinerea), il mal bianco del pisello (Erysiphe pisi), la sclerotinia della soia (Sclerotinia sclerotiorum), la ruggine del pisello (Uromyces pisi) e l'antracnosi (Colletrichum pisi);
- diverse malattie virali, tra cui il giallume apicale del pisello, dovuto al virus PTYV (Pea Top Yellow Virus - Luteoviridae) e il mosaico comune del pisello, dovuto al virus virus PCMV (Pea Common Mosaic Virus - Potyviridae).

### Parassiti

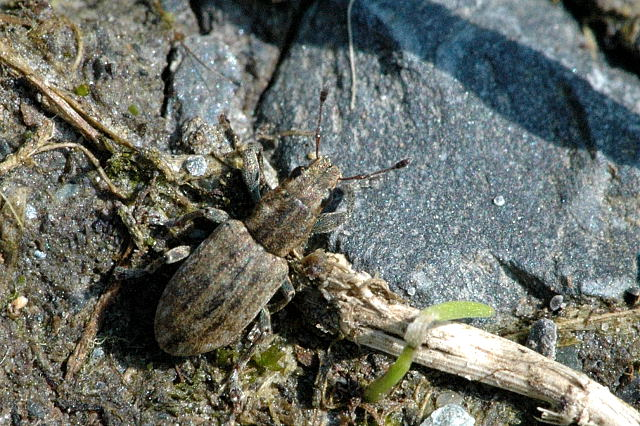
Sitona del pisello
(Sitona lineatus)

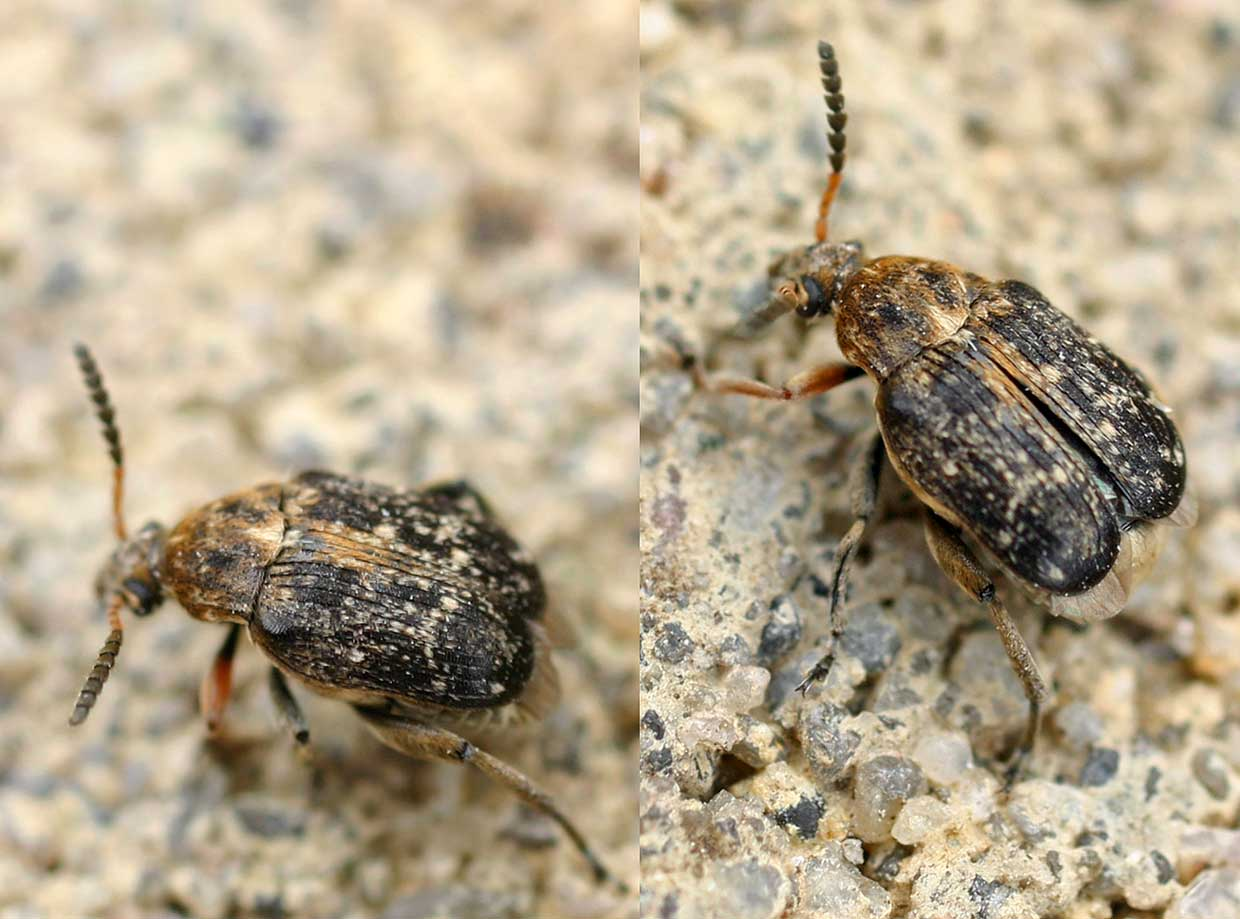
Tonchio del pisello
(Bruchus pisorum)

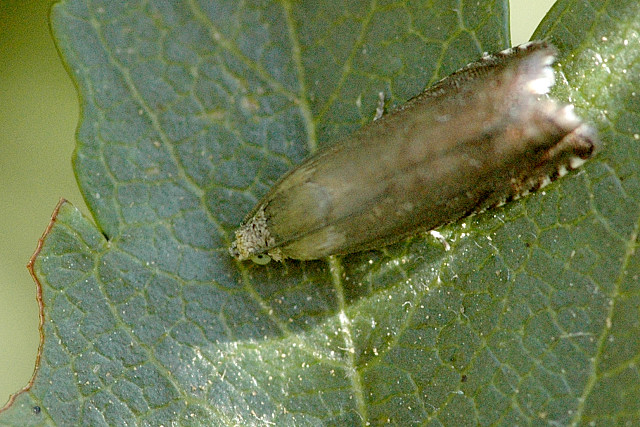
Tortrice del pisello
(Cydia nigricana)

Numerosi insetti parassiti attaccano le colture di pisello nei loro differenti stadi:
Coleotteri
La sitona del pisello (Sitona lineatus) è un piccolo coleottero curculionide che divora le foglie facendo delle tacche semicircolari sul bordo e le cui larve si nutrono delle radici, indebolendo le piante.
Il tonchio del pisello (Bruchus pisorum) è un piccolo coleottero che attacca i baccelli in formazione e completa il suo sviluppo all'interno dei semi maturi e secchi, fuoriuscendone attraverso un foro circolare.
Esiste anche un crisomelide originario del Sud America (Zabrotes subfasciatus), la cui larva è nota come "bruco tropicale del pisello", che si riproduce nei semi secchi di diverse specie di leguminose.
Ditteri
La cecidomia del pisello (Contarinia pisi) è un dittero che provoca la formazione di galle sui fiori, provocandone la caduta.
Lepidotteri
Le larve della tortrice dei piselli (Cydia nigricana, Tortricidae) attaccano voracemente i semi. I piselli sono inoltre suscettibili di attacchi da parte dei bruchi di diverse specie di lepidotteri della famiglia Noctuidae che si nutrono delle loro foglie tra cui: Ceramica pisi, Lacanobia oleracea, Autographa gamma, Mythimna unipuncta.
Rincoti
L'afide verde del pisello (Acyrthosiphon pisum) danneggia foglie e stipole ed è inoltre il vettore di diverse malattie virali.
Tisanotteri
Il tripide del pisello (Frankliniella robusta) e il tripide dei cereali (Thrips angusticeps) sono dei minuscoli insetti (taglia di 1 mm) che attaccano fiori e baccelli e le cui larve si sviluppano all'interno dei baccelli. Provocano essiccazione e arresto della crescita delle piante.

### Parassiti vegetali
Nelle regioni mediterranee, le colture dei piselli possono essere parassitate da piante del genere Orobanche, e in particolare da Orobanche crenata, che si attacca alle radici della pianta ospite.

## Aspetti economici

### Produzione

Evoluzione della produzione mondiale di piselli dal 1961 al 2007

Con più di 18 milioni di tonnellate raccolte nel 2007, i piselli sono la quarta leguminosa a livello mondiale per produzione, dopo la soja (216 Mt), le arachidi (35 Mt) e i fagioli (28 Mt).
Secondo le statistiche dell'Organizzazione delle Nazioni Unite per l'alimentazione e l'agricoltura (FAO), nel 2007, la produzione mondiale di piselli secchi ha raggiunto 10 128 486 tonnellate per una superficie di 6 896 172 ettari di seminato, con un rendimento medio di 14,69 quintali per ettaro.
Nello stesso anno, la produzione dei piselli freschi ha raggiunto 8 264 769 tonnellate per una superficie di 1 087 674 ettari di seminato, con un rendimento medio di 7,6 quintali per ettaro. I due principali produttori di piselli freschi, Cina e India, rappresentano circa il 70% del totale mondiale.
Per quanto riguarda i piselli secchi, vi sono nel mondo più di 90 paesi produttori, di cui i primi cinque rappresentano più dei due terzi della produzione totale ei primi quindici più del 90%. Il Canada, con 3 milioni di tonnellate, circa il 30% della produzione mondiale, è di gran lunga il principale paese produttore. La sua produzione, concentrata nelle provincie dell'Ovest, è essenzialmente destinata all'esportazione. L'Unione europea, che totalizza 1,53 milioni di tonnellate, è di fatto il secondo produttore mondiale. I rendimenti più elevati si registrano in Europa occidentale.
| Paese       | Superficie coltivata (migliaia di ettari) | Rendimento (quintali per ettaro) | Produzione (migliaia di tonnellate) |
| ----------- | ----------------------------------------- | -------------------------------- | ----------------------------------- |
| Canada      | 1 455                                     | 20,78                            | 3 023,6                             |
| Cina        | 1 050                                     | 13,33                            | 1 400,0                             |
| Russia      | 745                                       | 11,70                            | 871,1                               |
| India       | 590                                       | 13,56                            | 800,0                               |
| Stati Uniti | 328                                       | 21,98                            | 721,3                               |
| Francia     | 173                                       | 37,17                            | 643,0                               |
| Ucraina     | 332                                       | 12,38                            | 411,0                               |
| Iran        | 570                                       | 5,26                             | 300,0                               |
| Australia   | 293                                       | 9,15                             | 268,0                               |
| Germania    | 68                                        | 29,33                            | 200,0                               |
| Etiopia     | 237                                       | 8,44                             | 200,0                               |
| Spagna      | 147                                       | 11,15                            | 163,9                               |
| Regno Unito | 37                                        | 35,14                            | 130,0                               |
| Rep. Ceca   | 23                                        | 25,18                            | 57,6                                |

| Paese       | Superficie coltivata (migliaia di ettari) | Rendimento (quintali per ettaro) | Produzione (migliaia di tonnellate) |
| ----------- | ----------------------------------------- | -------------------------------- | ----------------------------------- |
| Cina        | 251,0                                     | 10,0                             | 2 508,5                             |
| India       | 282,0                                     | 8,1                              | 2 292,7                             |
| Stati Uniti | 87,0                                      | 10,1                             | 875,0                               |
| Francia     | 30,5                                      | 11,6                             | 355,0                               |
| Regno Unito | 33,3                                      | 9,9                              | 330,0                               |
| Egitto      | 27,0                                      | 10,4                             | 280,0                               |
| Marocco     | 18,0                                      | 6,1                              | 110,0                               |
| Turchia     | 14,5                                      | 7,0                              | 101,4                               |
| Ungheria    | 16,5                                      | 5,6                              | 92,0                                |
| Italia      | 13,0                                      | 6,9                              | 90,0                                |
| Algeria     | 25,0                                      | 3,5                              | 87,5                                |
| Perù        | 25,5                                      | 3,4                              | 86,5                                |
| Pakistan    | 11,0                                      | 7,6                              | 83,0                                |
| Canada      | 15,9                                      | 4,4                              | 69,3                                |

## Usi

### Usi alimentari
Dalla pianta di pisello si ricavano vari tipi di alimento, sia per l'uomo sia per il bestiame:

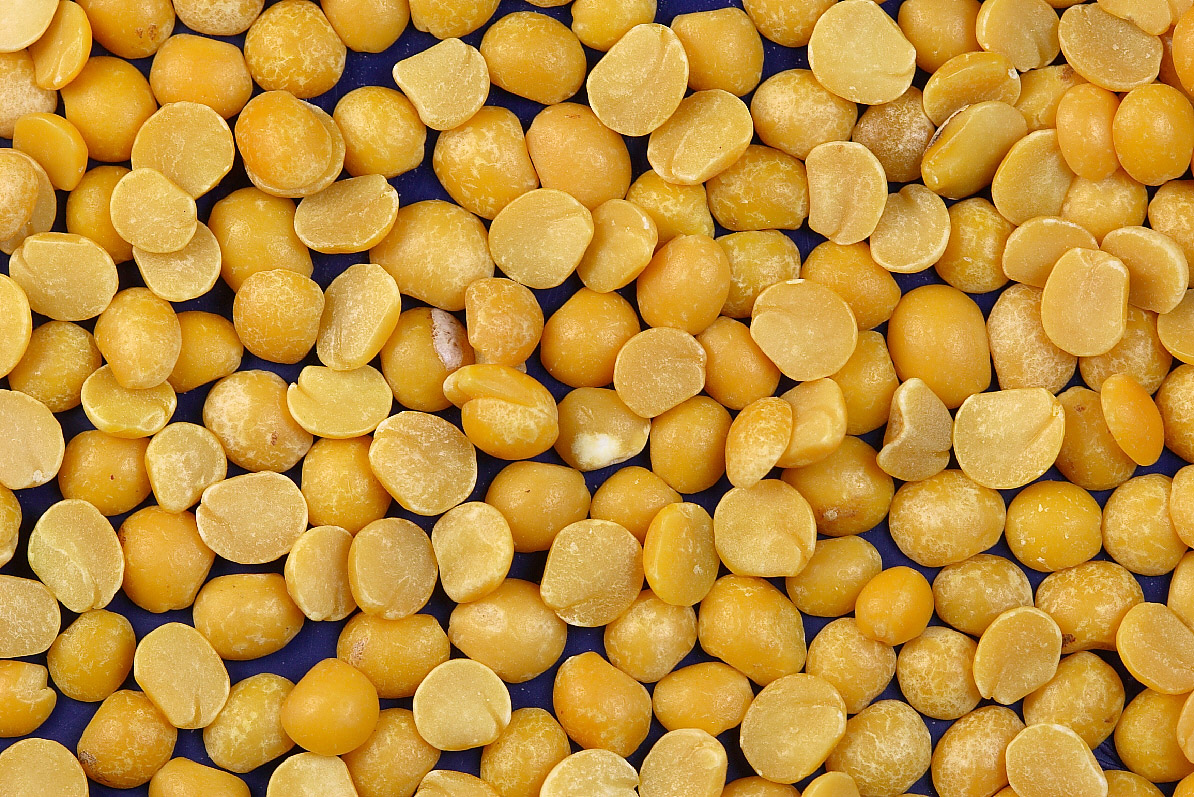
Piselli secchi

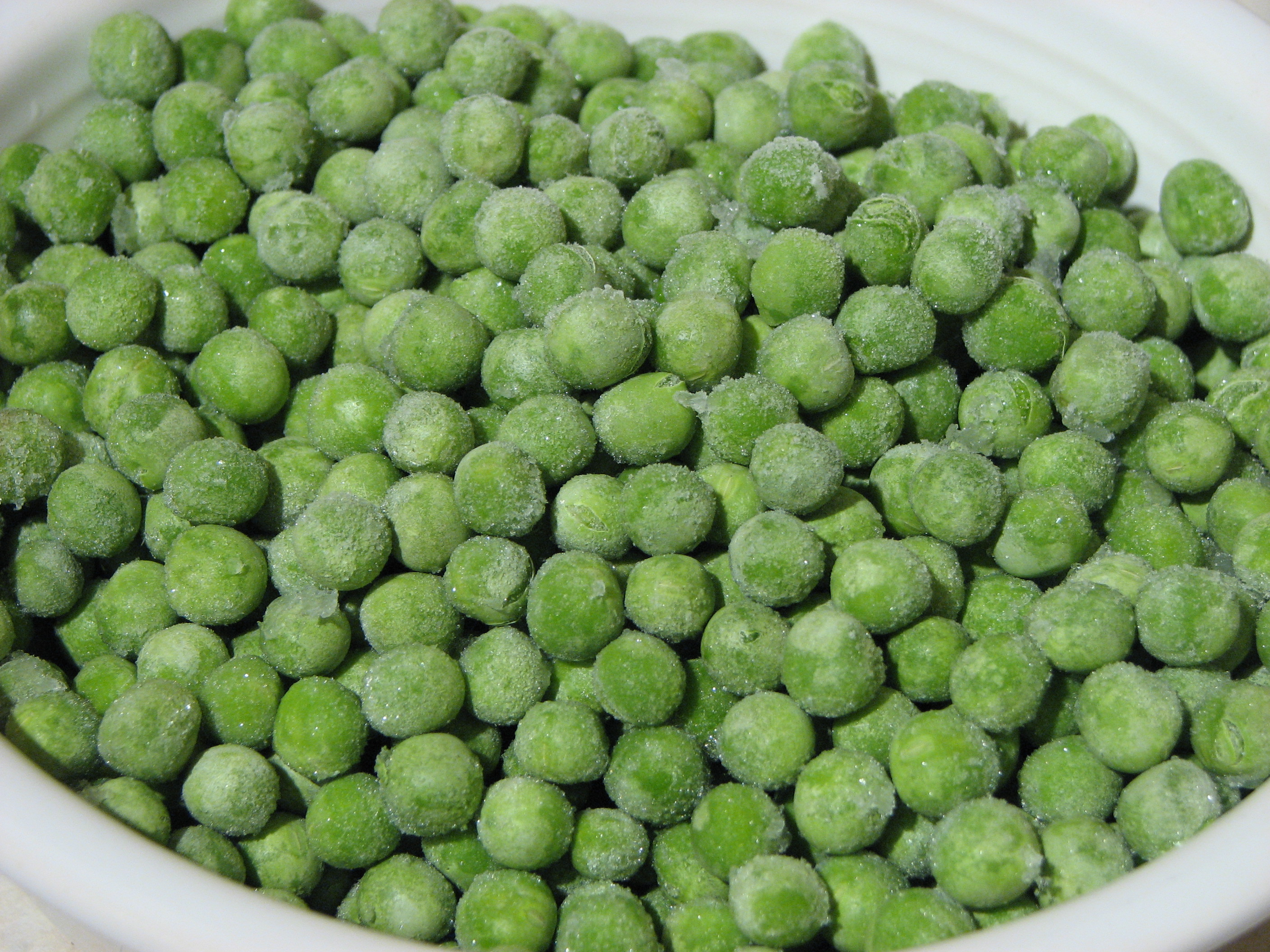
Piselli surgelati

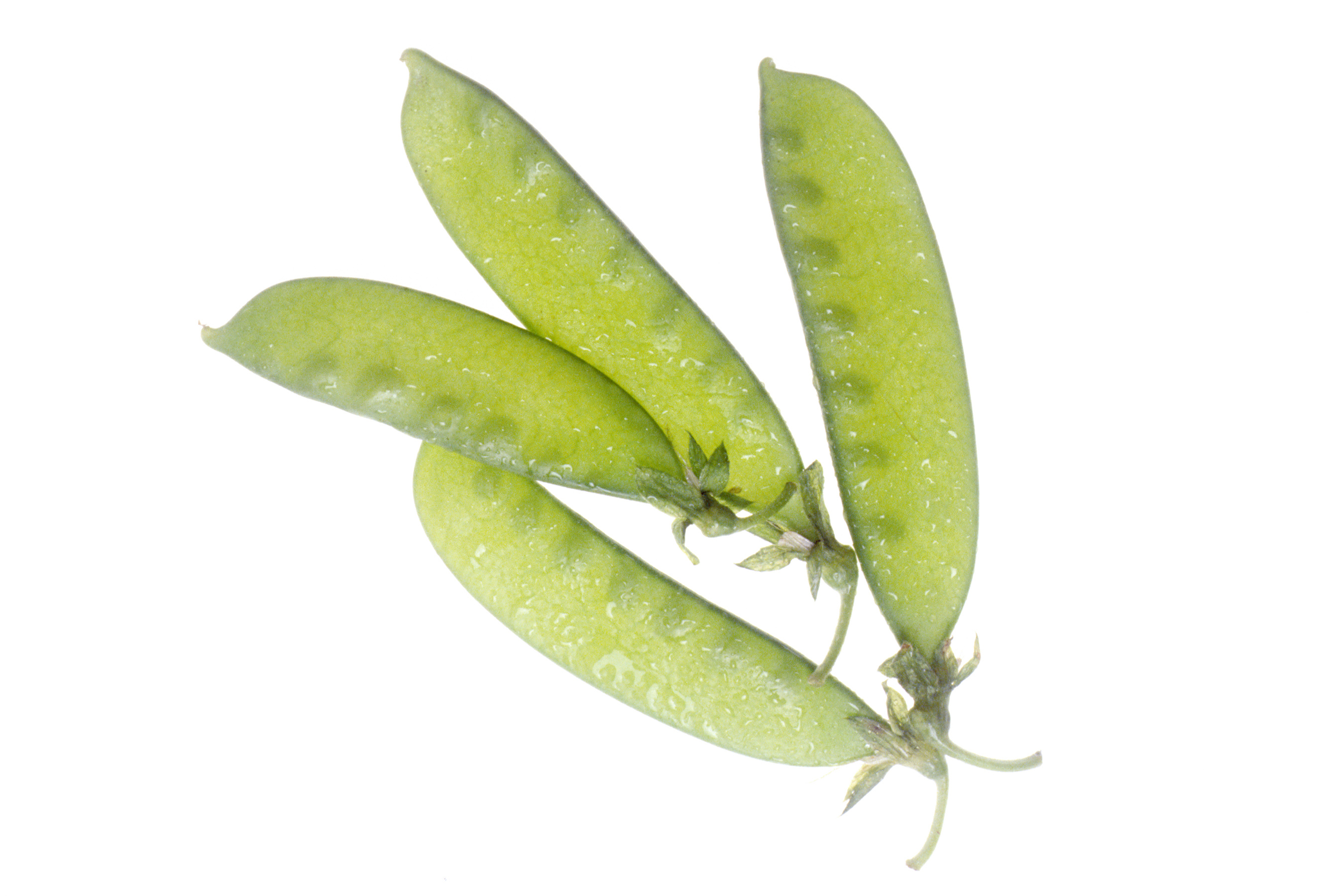
Piselli "mangiatutto"

- i piselli secchi, cioè i semi raccolti a maturità, costituiscono un legume secco, e sono utilizzati anche per gli animali domestici, sia come grani interi (volatili) sia sotto forma di farina (suini e bovini); rappresentano inoltre un'importante materia prima per l'industria di trasformazione (amidi, estratti proteici);
- i piselli freschi, sia sotto forma di semi immaturi sia di baccelli interi ugualmente immaturi, sono un legume fresco;
- i giovani germogli foliari sono anch'essi usati nell'alimentazione umana, particolarmente in Asia, così come i semi germogliati;
- la pianta nel suo insieme, sia fresca sia essiccata, è utilizzata come foraggio per i ruminanti.

#### Composizione e valore nutritivo
Tutte le varietà di piselli hanno in comune di essere un alimento ricco energicamente e in proteine, che vengano consumati freschi o secchi.
I piselli secchi (12% di umidità) sono dei farinacei, comparabili ad altre leguminose (fagioli secchi, lenticchie, fave secche, ceci) e ai cereali per il loro valore energetico (330 cal/100 g). La porzione glucidica dei piselli è essenzialmente formata da amido (amilosio e amilopectina in proporzione variabile a seconda della varietà) e rappresenta circa 50% del seme. Gli zuccheri sono invece il 6% dei nutrienti del seme e sono principalmente saccarosio e oligosaccaridi, fra cui lo stachiosio. Come tutti i semi di leguminose, il pisello ha un indice glicemico moderato, vicino a 32 (100 è il valore attribuito per convenzione al glucosio).
Sono anche ricchi in proteine. Queste, con un valore alto in lisina, sono deficienti in alcuni amminoacidi essenziali come la metionina e il triptofano. Sono quindi complementari ad alcuni alimenti a base di cereali, come il pane, che mancano invece di lisina. In alimentazione animale, il pisello fa parte delle proteaginose, i cui prodotti sono destinati alla produzione di mangimi ad alto tenore proteico.
La ricchezza in fibre del pisello è considerata come un aspetto positivo per l'alimentazione umana, ma non per l'alimentazione degli animali poiché le fibre impediscono l'assimilazione delle proteine e dell'amido negli animali con un solo stomaco.
I piselli sono una buona fonte di minerali, in particolare di potassio, fosforo, calcio e ferro, oltreché di vitamine B, in particolare di folati o vitamina B9 (70 µg/100 g). Si caratterizzano inoltre per il bassissimo contenuto in lipidi, meno del 2%, prevalentemente rappresentati da acidi grassi insaturi o polinsaturi, e per l'assenza di glutine.
La ingestione dei piselli può scatenare in alcuni soggetti delle reazioni allergiche. Esse sono provocate da alcune proteine, le viciline, presenti anche in molte altre leguminose.

#### Alimentazione umana

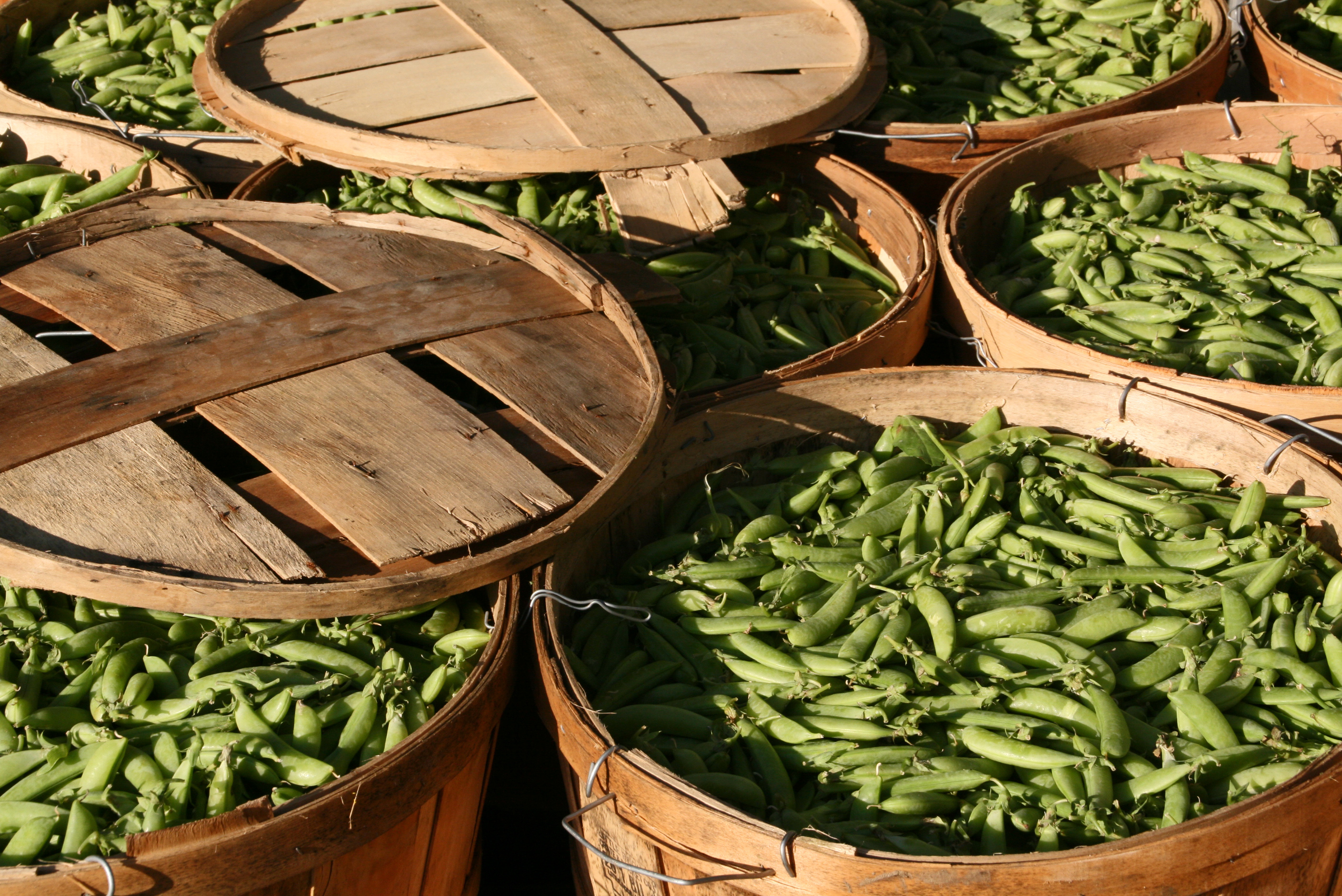
Casse di piselli freschi da sgusciare

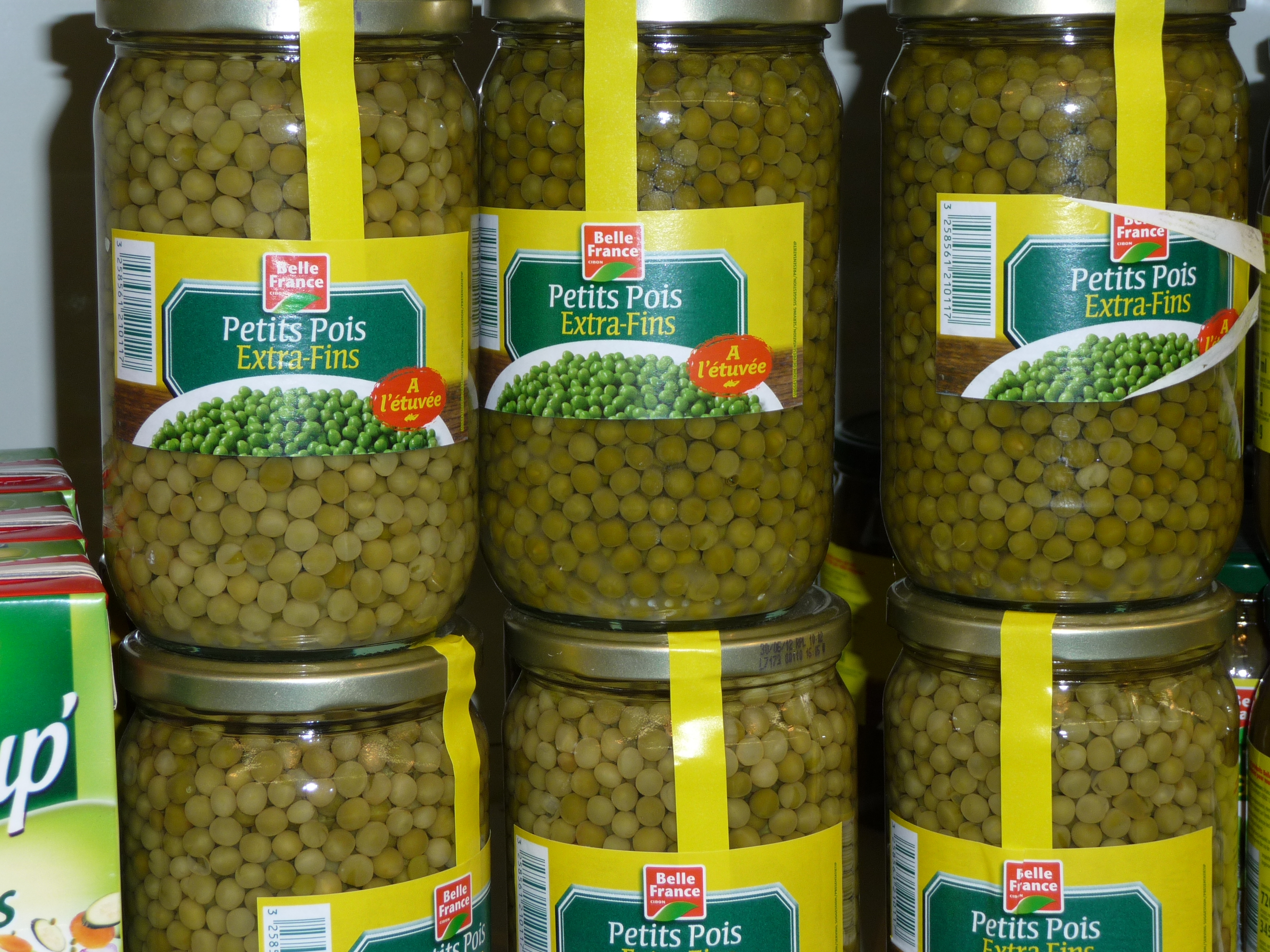
Piselli novelli sotto vetro

Nell'alimentazione umana i piselli orticoli si utilizzano sia freschi, sia secchi.
I piselli freschi, noti come «piselli novelli» (o «petit pois» in francese) possono essere consumati subito dopo la raccolta ovvero essere conservati o surgelati; alcune varietà, le cosiddette «mangiatutto», si consumano con tutto il baccello.
Secondo il Codex Alimentarius i piselli conservati e surgelati possono essere distinti, in base al calibro, in 3-5 classi, da extra-fini a medi. I calibri più piccoli sono molto ricercati per le conserve, mentre la surgelazione privilegia i calibri maggiori.
| Calibro    | Dimensioni     |  |
| ---------- | -------------- |  |
| Extra-fini | sino a 7,5 mm  |  |
| Finissimi  | sino a 8,2 mm  |  |
| Fini       | sino a 8,75 mm |  |
| Medio-fini | sino a 10,2 mm |  |
| Medi       | oltre 10,2 mm  |  |

Nell'Unione europea, sia i piselli da sgusciare sia i "mangiatutto" devono rispettare delle norme di commercializzazione fissate da un regolamento comunitario del 1999, che prevede la loro classificazione in due categorie in base ad alcuni standard di qualità.
Nei piselli secchi il seme, che può essere verde o giallo, viene ripulito dei suoi tegumenti e i due cotiledoni sono separati. I piselli secchi vengono spesso preparati in forma di creme o purea.
In Asia si utilizzano come risorsa alimentare anche le foglie tenere e i giovani germogli. Dalla torrefazione dei semi dei piselli secchi si ricava inoltre un surrogato del caffè.

#### Alimentazione animale
In generale, si definiscono «piselli foraggeri» tutti i tipi di piselli destinati all'alimentazione animale. Il termine può riferirsi sia alla pianta intera, sotto forma di foraggio o di insilato, sia ai piselli secchi noti come «piselli proteici» o «proteaginosi», utilizzati come mangime.
Il pisello foraggero viene tradizionalmente coltivato in associazione con un cereale (segale, triticale o avena), che funge da tutore. L'associazione cereale/leguminosa risulta abbastanza equilibrata sotto il profilo nutrizionale.
I piselli secchi, ricchi in amminoacidi, sono utilizzati principalmente come mangime per i suini e per i volatili e hanno un valore nutritivo equivalente a quello del frumento. Per il loro alto contenuto proteico sono una materia prima particolarmente interessante nell'alimentazione degli animali monogastrici, anche se presentano una digeribilità molto variabile, generalmente inferiore a quella di alimenti come la soja.

### Altri usi

#### Usi agricoli
I piselli, al pari di altre leguminose a crescita rapida come le vecce o le cicerchie, possono essere coltivati come sovescio, per arricchire il suolo di azoto e migliorare la sua struttura.

#### Uso nella ricerca scientifica

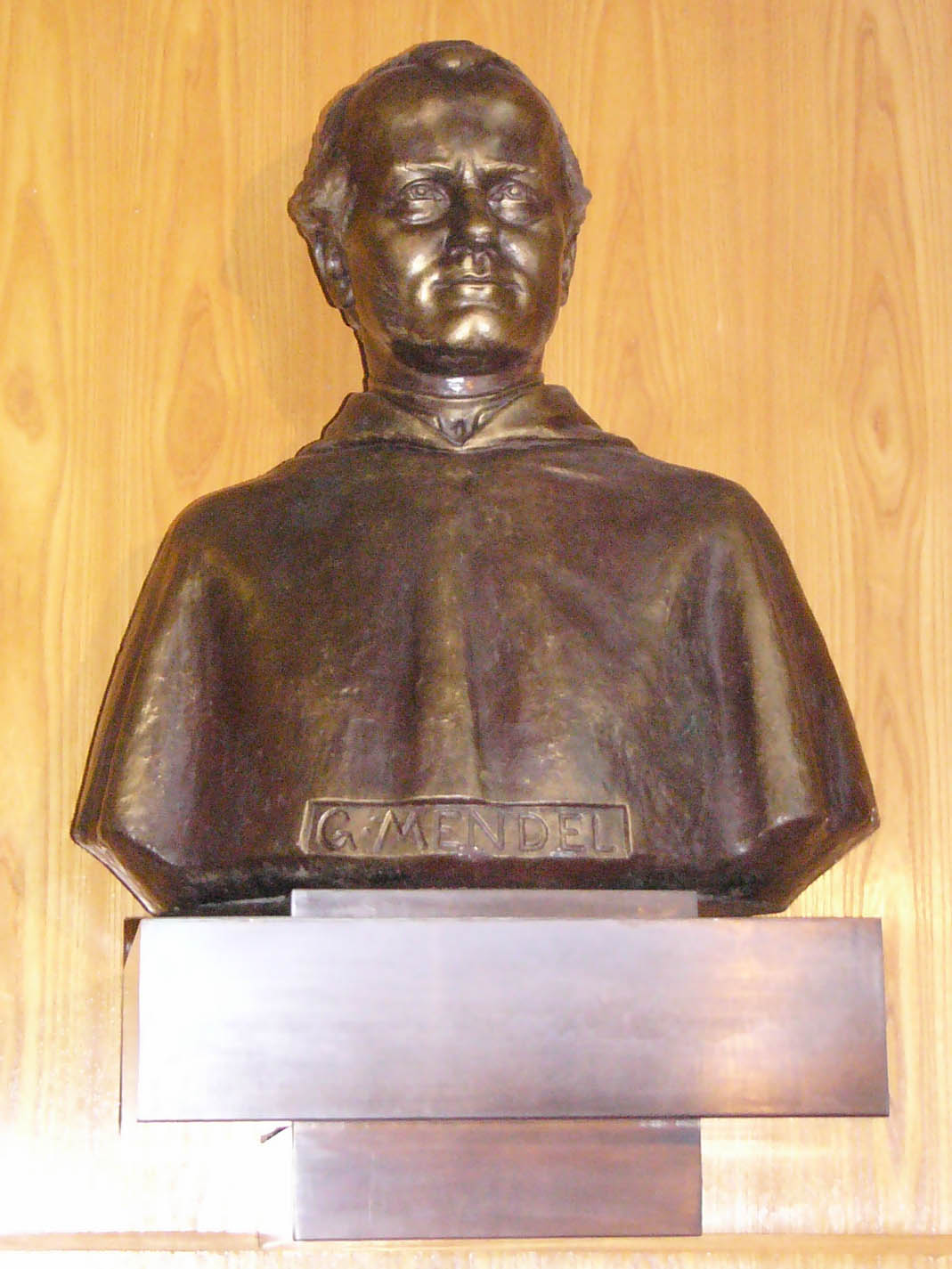
Gregor Mendel

Nel XIX secolo, l'abate e botanico austriaco Gregor Mendel (1822-1884) utilizzò i piselli nei suoi studi sulla trasmissione ereditaria dei caratteri, da cui scaturirono le leggi di Mendel, base della moderna genetica.
I suoi studi, pubblicati nel 1865 con il titolo Versuche über Pflanzen-Hybriden (Esperienze sull'ibridazione delle piante), ottennero il riconoscimento che meritavano solo all'inizio del XX secolo.
La scelta di questa specie è legata a molteplici ragioni: al suo ciclo breve e alla facilità di coltivazione; alla sua capacità di autoimpollinarsi, che facilita la creazione di linee genetiche pure e il controllo dell'ibridazione; all'esistenza di cultivar con caratteri differenziati, facili da analizzare, come il colore dei fiori, il colore e la forma dei semi e dei baccelli.

#### Usi medici

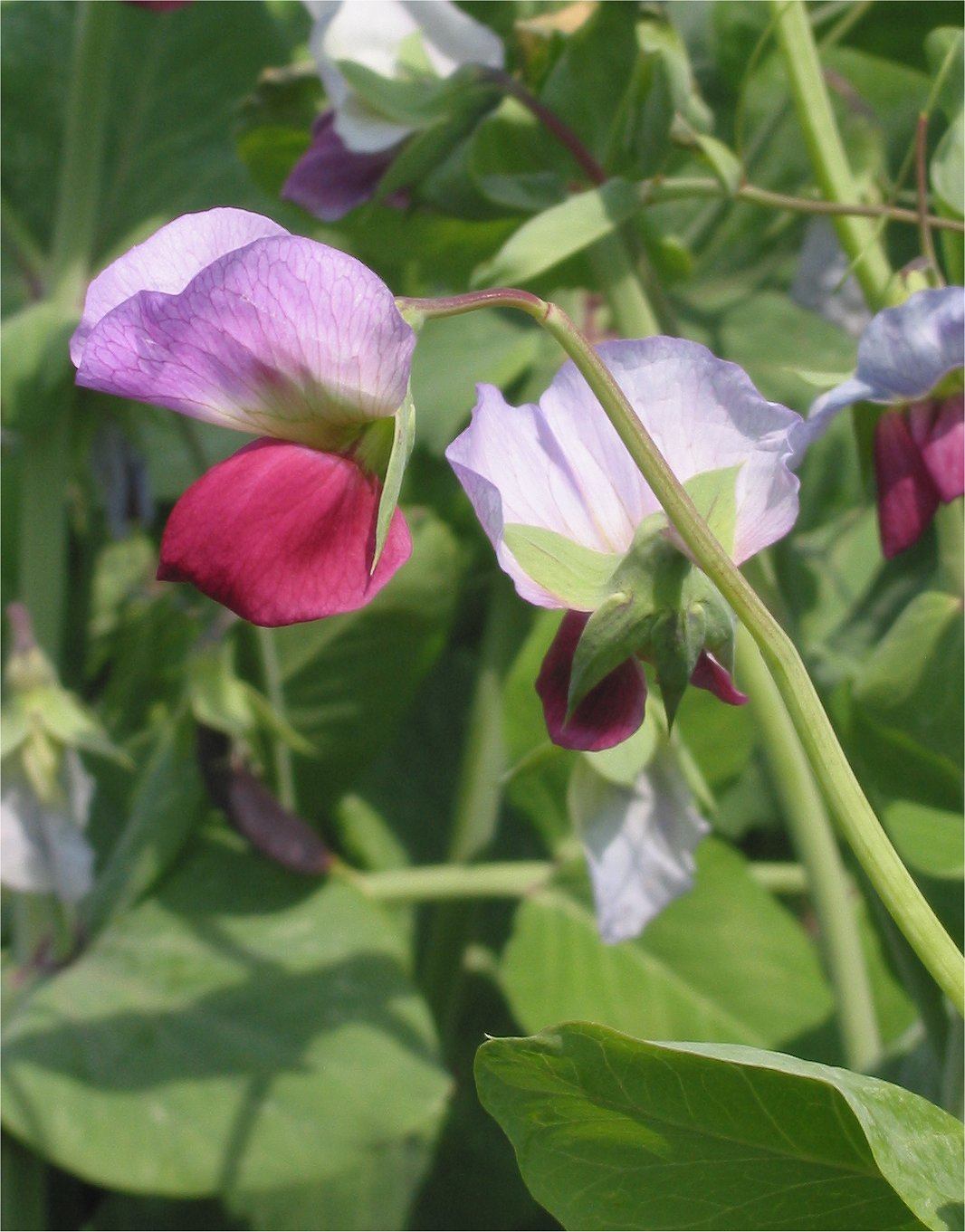
Varietà 'Blauwschokker'

Studi effettuati in India hanno mostrato che l'olio estratto dai semi di pisello secchi ha delle proprietà contraccettive. Il principio attivo è un idrochinone (m-xiloidrochinone). Somministrato alle donne per via orale, sotto forma di capsule di gelatina, ha permesso una riduzione del 60% dell'incidenza di gravidanza.

#### Uso ornamentale
Pur non potendo competere con il pisello odoroso, alcune varietà di P. sativum hanno un reale interesse ornamentale per i loro fiori, come per esempio la varietà a fiori bianchi 'Magnum bonum', presentata al Chelsea Flower Show del 1992, o la varietà 'Blauwschokker', con fiori rosa e viola e baccelli purpurei.

## Riferimenti nella cultura

### Pittura

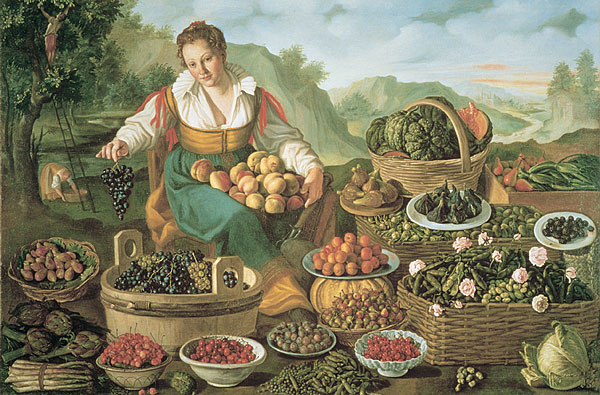
La Fruttivendola di Vincenzo Campi

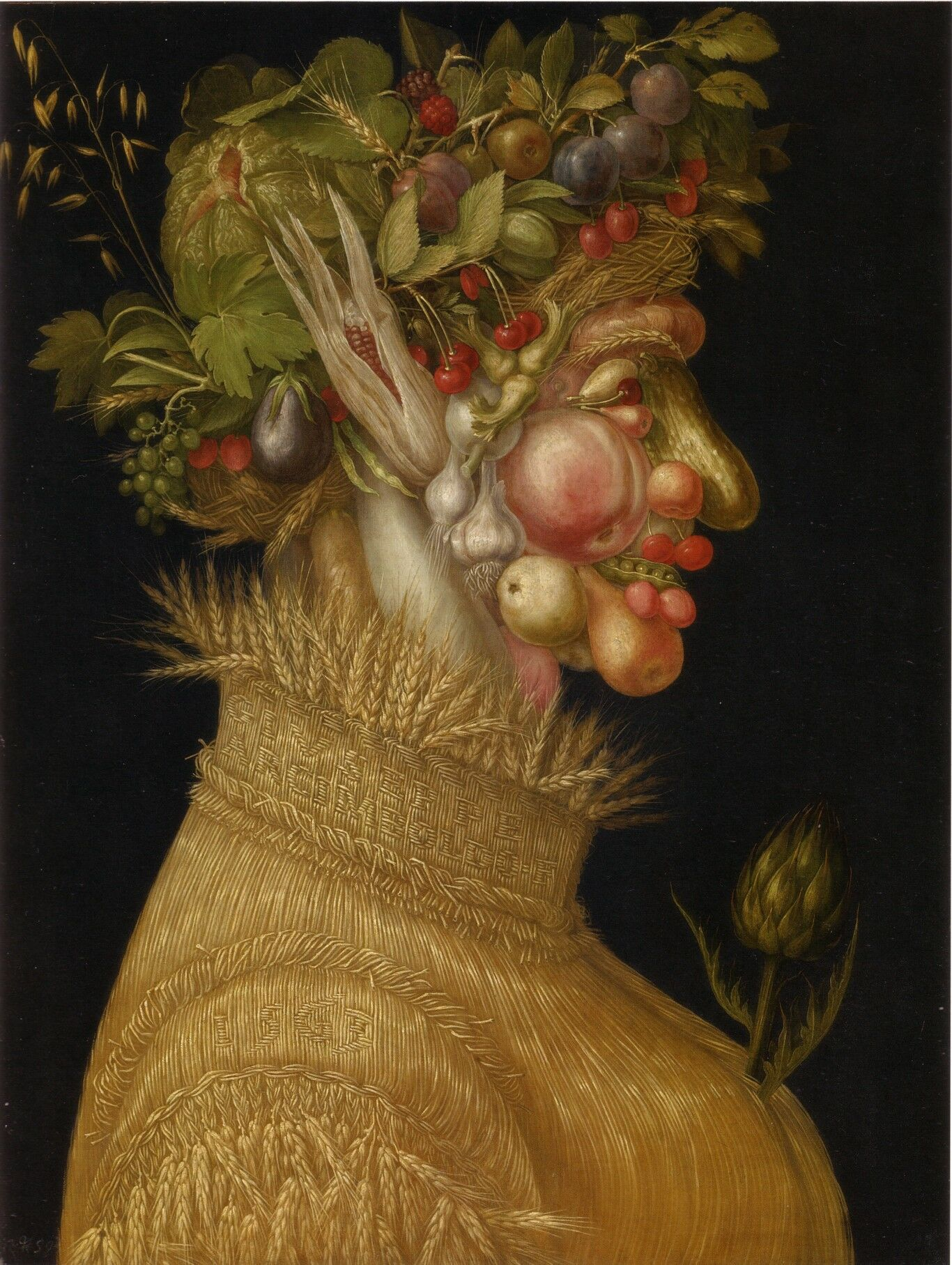
L'Estate di Arcimboldo

I piselli sono rappresentati nel quadro di Georges de La Tour (1593-1652) I mangiatori di piselli, custodito presso la Gemäldegalerie di Berlino.
Piselli in baccello e già sgusciati figurano tra le merci offerte dalla Fruttivendola di Vincenzo Campi (1536-1591) (Pinacoteca di Brera, Milano).
Un baccello di pisello socchiuso, del quale si intravedono i semi, rappresenta la bocca de L'Estate di Arcimboldo (Kunsthistorisches Museum, Vienna).
Nel 1911, Pablo Picasso dipinge una natura morta in stile cubista intitolata Piccione con piselli (in francese Le Pigeon aux petits pois) (Musée d'art moderne de la Ville de Paris).

### Letteratura

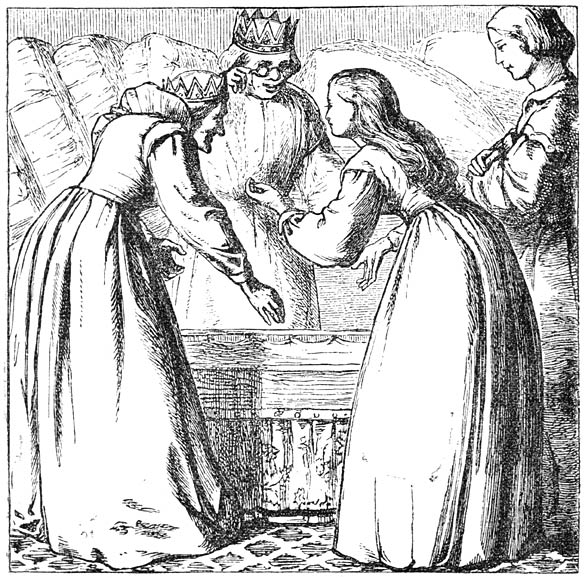
La principessa sul pisello di Andersen

Nel 1833, Charles Nodier pubblica il racconto Tesor di fave e Fior di pisello (titolo originale in francese Tresor des feves et Fleur des pois), nella quale «Fior di pisello» (locuzione utilizzata nel XIX secolo per esprimere distinzione ed eleganza) è una principessa salvata da «Tesor di fave», un giovane ragazzo di umili origini, che riceve in cambio tre piselli che gli permetteranno di realizzare tre desideri.
Nel 1835, Hans Christian Andersen pubblica il racconto La principessa sul pisello, nella quale un seme di pisello nascosto sotto il materasso rivela la natura regale della protagonista. Essere come la principessa sul pisello è divenuto un comune modo di dire per stigmatizzare un atteggiamento altezzoso e snob.
Nel 1997, Philippe Delerm dedica alla sgusciatura dei piselli un capitolo de La prima sorsata di birra e altri piccoli piaceri della vita.

Blasone di Schefflenz

### Araldica
Per quanto poco rappresentati in araldica, i piselli figurano sugli stemmi di alcune città. È il caso, per esempio della città di Schefflenz (Baden-Württemberg, Germania), nel cui blasone campeggia un baccello di piselli, o di Gorokhovets (Oblast' di Vladimir, Russia), il cui nome deriva dal termine russo «горох» (gorokh), che significa pisello, e sul cui stemma è raffigurato un campo di piselli.